# باغ ذن

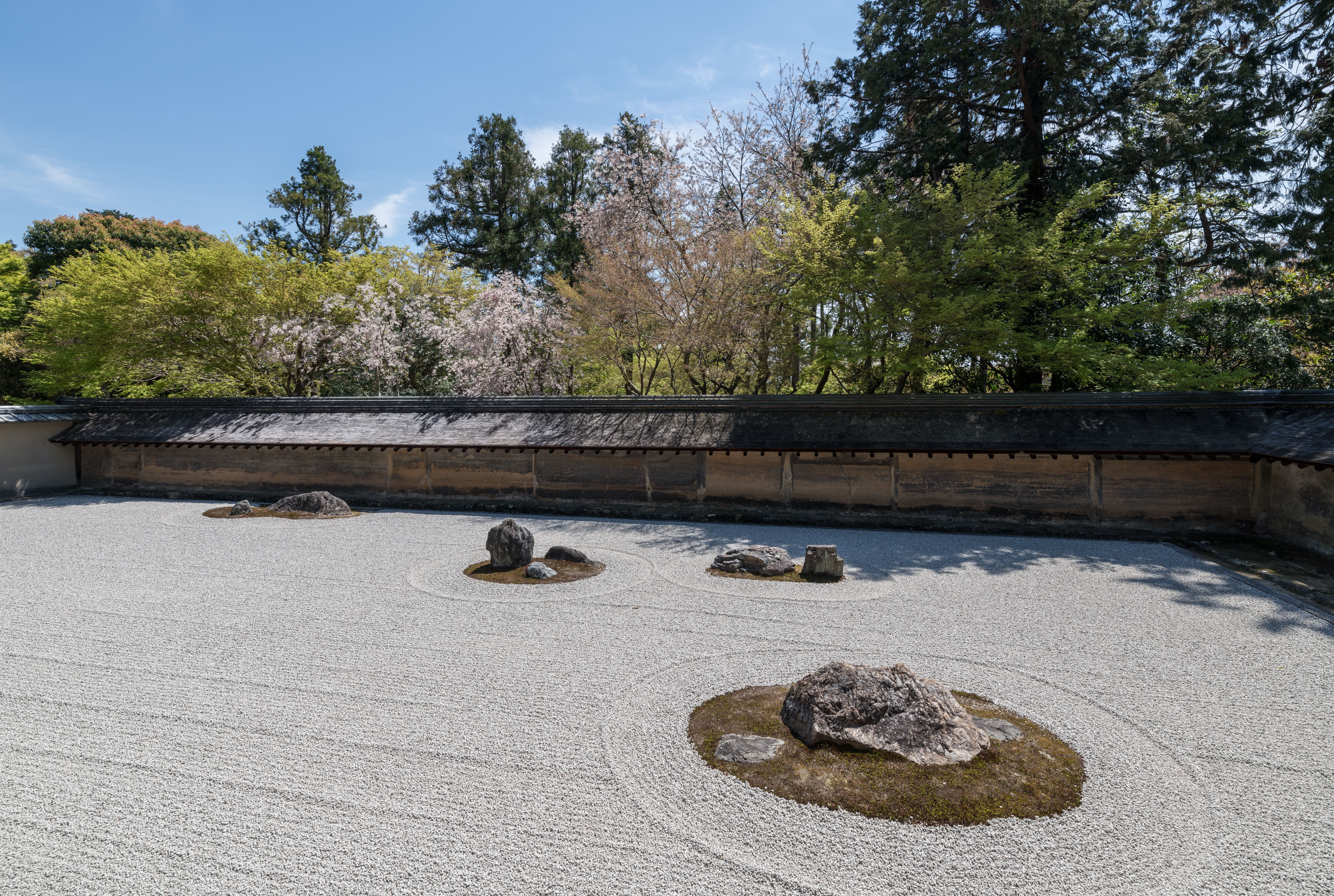
ریوان-جی (انتهای سده ۱۵) در کیوتو، ژاپن، مثال معروفی از باغ ذن

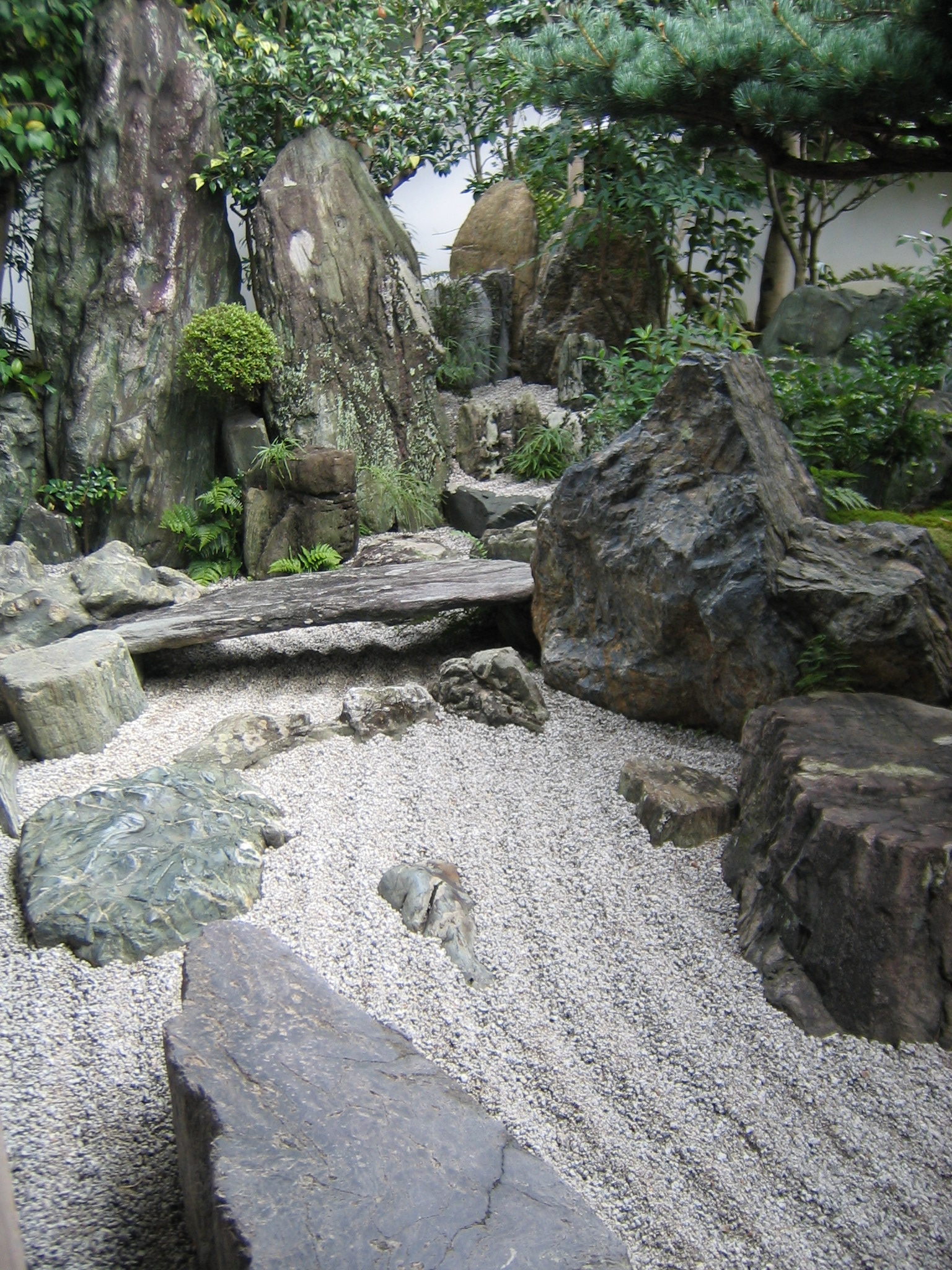
یک باغ ذن، شامل کوه، آبشار، و «رود شن» در دایسن-این (۱۵۰۹–۱۵۱۳). رود شن، بازدیدکنندگان را به سفری استعاری در زندگی می‌برد.

باغ ذِن، باغ خشک ژاپنی یا باغ سنگی ژاپنی (枯山水 ,karesansui) یک سبک طراحی چشم‌انداز با استفادهٔ دقیق از عناصری مانند سنگ، ماسه، عناصر آبی، خزه، درختان و بوته‌های هرس شده، و ماسه یا شن که به وسیله شن‌کش به شکل موج یا «رود شن» شانه شده‌اند. این باغ‌ها معمولاً با دیوار احاطه شده‌اند. باغ صخره‌ای ژاپنی جزو سبک باغ ژاپنی است.
یکی از زیباترین انواع باغ‌های فلسفی، باغ ذن است. در این نوع باغ، مکتب ساده‌گرایی، (به معنی «کاهش دادن در حد امکان» و با کمترین عناصر بیشترین مفاهیم را انتقال دادن)، به اوج می‌رسد تا حدی که کوچکترین تغییر در این باغ‌ها یک اتفاق مهم تلقی می‌شود. این ساده‌گرایی از ذن سرچشمه می‌گیرد و مشهورترین نمونهٔ آن باغ ریوان-جی (Ryoan-Ji) است.
باغ‌های اولیه ژاپنی متأثر از دین شینتو بودند و هدف از ساختن آن‌ها، ایجاد محل‌هایی زیبا بود که کامی‌ها (خدایان) به دیدن آن بیایند. در این باغ‌ها برای نشستن خدایان، تخته‌سنگ‌های بزرگ می‌گذاشتند و برای استراحت آنان، درختان زیبا می‌نشاندند. در دوران کاماکورا بود که آیین ذن، باغ‌آرایی ژاپنی را نیز تحت تسلط و تأثیر خود درآورد. ساختن باغ‌های صخره‌ای که با کنار هم قرار دادن صخره‌ها و تخته‌سنگ‌های بزرگ انجام می‌شد و به «کاره‌سان‌سویی» یا «مناظر خشک» موسوم بود، از دوران هِی‌آن، به تقلید از باغ‌های سنگی چینی در ژاپن رواج داشت. اما این باغ‌ها نیز از دوران کاماکورا و تکامل و گسترش آیین ذن و شکل‌گیری تفکر وابی‌سابی دچار تحول شد. در این دوران، راهبانی که «ایشی‌داته‌سو» به معنی «راهبان برپاکننده سنگ» لقب گرفتند، با الهام از الگوی طبیعی کوه‌ها و رودخانه‌ها، به طراحی و ساختن باغ برای حیاط معابد بودایی همت گماشتند. آنان می‌کوشیدند با صرف کمترین هزینه، جهانی کوچک خلق کنند که در آن، تخته‌سنگ‌های کوچک نقش کوه‌های مرتفع را داشته‌باشند. برخی افراد، سنگ‌های بزرگِ تنهایی را که سنگریزه‌های سفید احاطه‌اش کرده‌اند، استعاره‌ای از وجود انسان می‌دانند.

## تاریخچه
باغ‌ها معمولاً در طول تاریخ توسط طبقه پیشرو جامعه _ اشراف، راهبان، جنگجویان، سیاستمداران و صنعتگران برای اهداف مختلفی ساخته‌اند، ماند تفریحات و مراسمات مذهبی. تکامل باغ‌های ژاپنی می‌تواند به شدت با دوره‌های تاریخی ژاپن که ویژگی‌ها فرهنگی و مذهبی آن در انواع باغ‌ها نمود کرده در ارتباط باشد. در حالی برخی از این باغ‌ها در طول تاریخ از بین رفتند، هنوز تعدادی باقی مانده‌اند.
باغ‌های تُن در ژاپن حداقل از دوره هی‌آن (۷۹۸۵–۱۱۸۵) وجود داشته‌است. این باغهای اولیه در اولین کتابچه راهنمای باغهای ژاپن، Sakuteiki ("سوابق نگهداری باغ")، که در پایان قرن یازدهم توسط Tachibana no Toshitsuna (۱۰۲۸–۱۰۹۴) نوشته شده‌است، شرح داده شده‌است. آنها فلسفه باغ چینی سونگ سونگ (۹۶۰–۱۲۷۹) را اقتباس کردند، جایی که گروه‌هایی از صخره‌ها نماد کوه پنگلای، خانه افسانه ای جزیره کوهستانی هشت جاودانه در اساطیر چینی است که در ژاپنی به نام هورای شناخته می‌شود.
اوایل تاریخ ژاپن (قبل از ۷۹۴)
یکی از نخستین اشکال باغ در ژاپن مکان‌های مقدس در طبیعت بود. با پیش‌بینی معرفی فرهنگ چینی از سرزمین اصلی، این شکل اولیه باغ را می‌توان در برخی از مقدسات باستانی شینتو، به عنوان مثال در نیایشگاه‌های ایسه، که ساختمان‌های آن‌ها با مناطق گسترده‌ای از سنگریزه احاطه شده‌است، شناخت.
پذیرش گسترده فرهنگ چینی و آیین بودایی از قرن ۶ بر طراحی باغ ژاپن تأثیر زیادی گذاشت. در این دوره زمانی، باغ‌ها در مکان‌های امپراتوری برای تفریح و سرگرمی امپراتور و اشرافیان ساخته می‌شدند، آن‌ها برکه و جریان‌های آب را به عنوان نقاط کانونی معرفی می‌کردند، که شامل بسیاری از عناصر بودایی و تائویی می‌شد و قصد باز سازی مناظر مشهور را داشتند.
هیچ‌یک از این باغ‌های سلطنتی باقی نماده‌اند. اما، براساس یافته‌های باستان شناسان در نارا، باغ کاخ شرقی در کاخ هیجو در سال ۱۹۹۰ با دقت بازسازی شد و برای عموم بازگشایی شد و دیدگاه خوبی برای بازدیدکنندگان از این دوره به وجود آورد.
دوره هی‌آن (۷۹۴–۱۱۸۵)
در طول دوره تقریباً آرام هی‌آن، پایتخت به کیوتو انتقال یافت جایی که اشرافیان بیشتر وقتشان را صرف هنر می‌کردند. آنها شروع به ساخت باغ‌های شیندن در کاخ‌ها و ویلاهایشان کردند، باغ‌های بزرگی که برا توسعه جشن‌ها و فعالیت‌های سرگرمی نظیر، قایقرانی، ماهیگیری و تفریحات کلی استفاده می‌شدند.
باغ‌های شیندن با جزئیات در رمان کلاسیک داستان گنجی توصیف شده‌اند. این باغ‌ها تحت تأثیر مفاهیم چینی طراحی شدند، این باغ‌ها برکه‌ها بزرگ وجزیره‌هایی داشتند که با پل‌های قوسی به هم وصل می‌شدند، و قایق‌های می‌توانستند از زیر این پل‌های قوسی عبور کنند. یک میدان پوشیده از سنگریزه در جلوی ساختمان برای سرگرمی استفاده می‌شد. هیچ‌یک از باغ‌های شیندن باقی نمانده‌اند. اما برخی از حوضچه‌های بزرگ آن‌ها در باغ‌های بعدی گنجانده شده‌است، به عنوان مثال حوض اوسوا در معبد دایکاکوجی در کیوتو.
در اواخر دوره هی‌آن، زمین‌های بکر بودایی بسیار مشهور شدند، که به مریدان خود وعده در بهشت غربی آمیدا بودا یا سرزمین بکر را می‌داد. در نتیجه، باغ‌ها برای تصویر کردن بهشت بودایی ساخته می‌شدند. مانند طراحی باغ‌های شیندن، دریاچه‌های بزرگ با گل‌های نیلوفر و جذیره داشتند، و همچنین ساختمان‌های کوچک زیبا. هیچ باغ بکری از آن دوران به جای نمانده‌است، با این حال، معابد بایودوین یوجی و معبد موتسوجی هیرایزومی بسیاری از عناصر اصلی این نوع باغ را حفظ می‌کنند.
دوره‌های کاماکورا و موروماکی (۱۱۹۲–۱۵۷۳)
در اوایل دوره کاماکورا، قدرت از اشرافیان به نخبگان ارتش رسید. قانون گذاران ارتش سبک ذن بودایی که با تازگی معرفی شده بود را پذیرفتند، که تأثیر زیادی در طراحی باغ‌ها گذاشت. در این دوره باغ‌ها بیشتر نزدیک به معابد ساخته می‌شدند تا به راهبه‌ها برای مدیتیشن و مراسمات مذهبی کمک کنند تا اینکه برای سرگرمی استفاده شوند.
همچنین این باغ‌ها کوچک‌تر، ساده‌تر و کمینه‌گراتر شدند، اما بسیاری از عناصر قبلی را در خود داشتند، مانند، برکه‌ها، جزایر، پل‌ها و آبشار‌ها. بزرگ‌ترین گام به سمت کمینه‌گرایی را باغ کارسانسوی درای برداشت که برای نشان دادن تمام عناصر باغ از چیزی به جز سنگ و سنگریزه استفاده نمی‌کرد. بسیاری از باغ‌های این دوره هنوز در ژاپن وجود دارند.
آیین بودایی ذن در اواخر قرن دوازدهم به ژاپن وارد شد و به سرعت به طرفداران گسترده‌ای دست یافت، به ویژه در میان طبقه سامورایی و جنگ سالاران، که آموزه خود نظم و انضباط خود را تحسین می‌کردند. باغ‌های معابد ذن اولیه در ژاپن شبیه باغ‌های چینی آن زمان، دارای دریاچه‌ها و جزایر بود. اما در کیوتو در قرن ۱۴ و ۱۵، نوع جدیدی از باغ در معابد مهم ذن ظاهر شد. این باغ‌های ذن برای تحریک مراقبه طراحی شده‌اند. میشل باریدون نوشت: "طبیعت، اگر آن را بیان کنید و آن را به قالب‌های انتزاعی آن کاهش دهید، می‌تواند عمیق‌ترین افکار را با حضور ساده اش انتقال دهد". "ترکیبات سنگ، که قبلاً در چین رایج بود، در ژاپن به مناظر متحجر واقعی تبدیل شدند، که به نظر می‌رسید در زمان معلق هستند، مانند برخی از زمان‌های تئاتر نو، که مربوط به همان دوره است.
دوره آزوچی–مومویاما (۱۵۷۳–۱۶۰۳)
باغ‌های چای قبلاً برای برگزاری مراسم چای در دوره‌های قبلی ظاهر شده بودند، اما در دوره آزوچی–مومویاما وقتی استادان معاصر چای طراحی خود را اصلاح و کامل کردند و آن‌ها را با روح وابی یا سادگی روستایی آغشته کردند، به اوج رشد خود رسیدند.
باغ‌های چای ساده و سودمند اند. یک سنگ راه از ورودی تا خانه چای کشیده می‌شود. فانوس‌های سنگی عناصر نور و آذین‌بندی را فراهم می‌کنند، در حالی که لگن شستشو برای آیین تمیزکاری استفاده می‌شود. خیلی از باغ‌های چای می‌تواند در ژاپن مشاهده شود، گرچه بسیاری از آنها با طراحی باغ‌های بزرگتر ادغام شده‌اند.
باغ‌های سنگی
در دوره ادو، باغ بزرگ تفرجگاه به سبک غالب باغ ژاپنی تبدیل شد، اما باغ‌های ذن در معابد ذن به حیات خود ادامه دادند. چند باغ صخره ای کوچک ساخته شده‌است، معمولاً به عنوان بخشی از باغی که یک جویبار یا برکه واقعی در آن عملی نبود.
در دوران ادو، طراحی باغ‌ها از ساده‌گرایی دوره موراماکی فاصله گرفتند، از آنجایی که طبقه رهبر بیشتر به اسراف و تفریحات علاقه داشت. محصول این دوره باغ‌ها گردان با برکه‌ها، جزایر و تپه‌های مصنوعی بود که از دیدگاه‌های مختلف در امتداد یک مسیر دایره ای می‌توانست لذت بخش باشد. بسیاری از باغ‌های گردان عناصر باغ‌ها چای را نیز داشتند.
رهبران فئودالی منطقه ای باغ‌های گردان را هم در شهر مادریشان و هم در ویلاهای ثانوی خود ساختند، که باید به روش ادو نگه داری می‌شدند؛ بنابراین، باغ‌های گردان امروزه می‌توانند در شهرها قلعه ای سابق در سراسر توکیو دیده شوند.
در مقابل، تسوبونیواها باغ‌های کوچکی هستند که در میان جمعیت شهری بسیار مشهورند. این باغ‌های کوچک در فضای کوچک حیاط، در کنار یا میان خانه‌های شهری قرار می‌گیرند و یک فضای طبیعی علاوه بر نور سرسبزی به محل می‌بخشند. به خاطر اندازه اشان، معمولاً عناصر تزیینی کوچکتری دارند و برای اینکه وارد آن شوید طراحی نمی‌شوند.
باغ‌های امروزی (۱۸۶۸ تا امروز)
در زمان میجی، ژاپن با شتاب به دوره نوین‌گرایی و غربی‌سازی وارد شد. پارک‌ها به سبک غربی ساخته شدند، و بسیاری از باغ‌های گردانی که پیشتر خصوصی بودند به روی عموم گشوده شدند. سیاستمداران و صنعتگران قدرت اصلی در پشت ساختار باغ‌های گردان خصوصی جدید بودند که معمولاً عناصر باغبانی غربی را داشتند، مثل بوته‌های گل و چمنزارهای باز. بسیاری از این باغ‌های در پایتخت جدید، توکیو ساخته شدند.

برخی از طراحان باغ‌های مدرن تلاششان را کردند که باغ‌های ژاپنی سنتی تری ایجاد کنند، گرچه اکثر مواقع ایده‌های جدیدی به آن اضافه می‌کردند. 

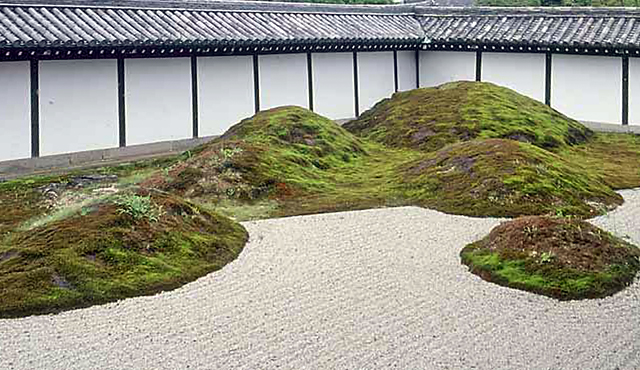
باغ توفوکو-جی (۱۹۴۰). پنج تپه نماد پنج معبد بزرگ کیوتو است.
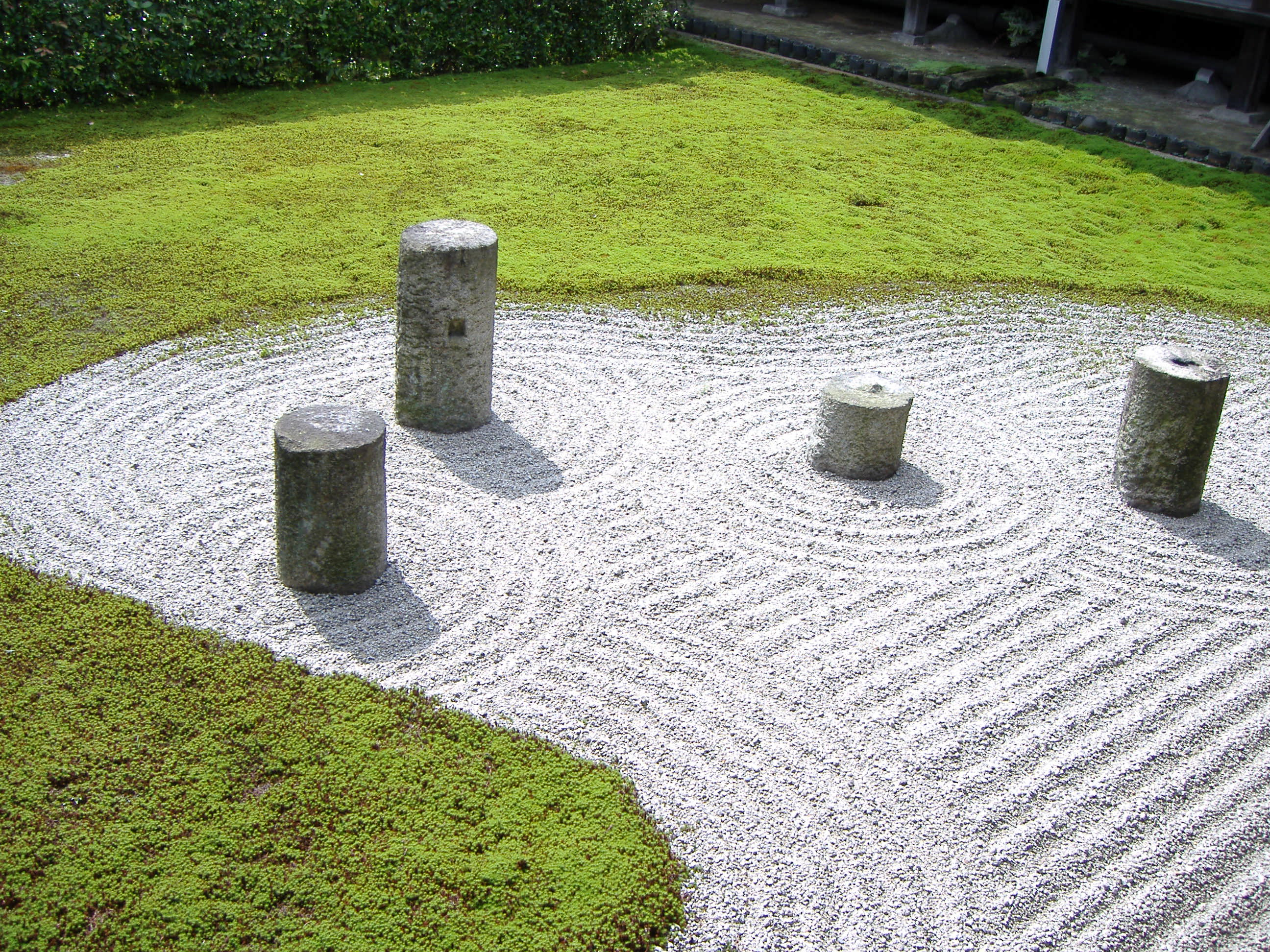
باغ ذن مدرن در توفوکو-جی (۱۹۴۰).
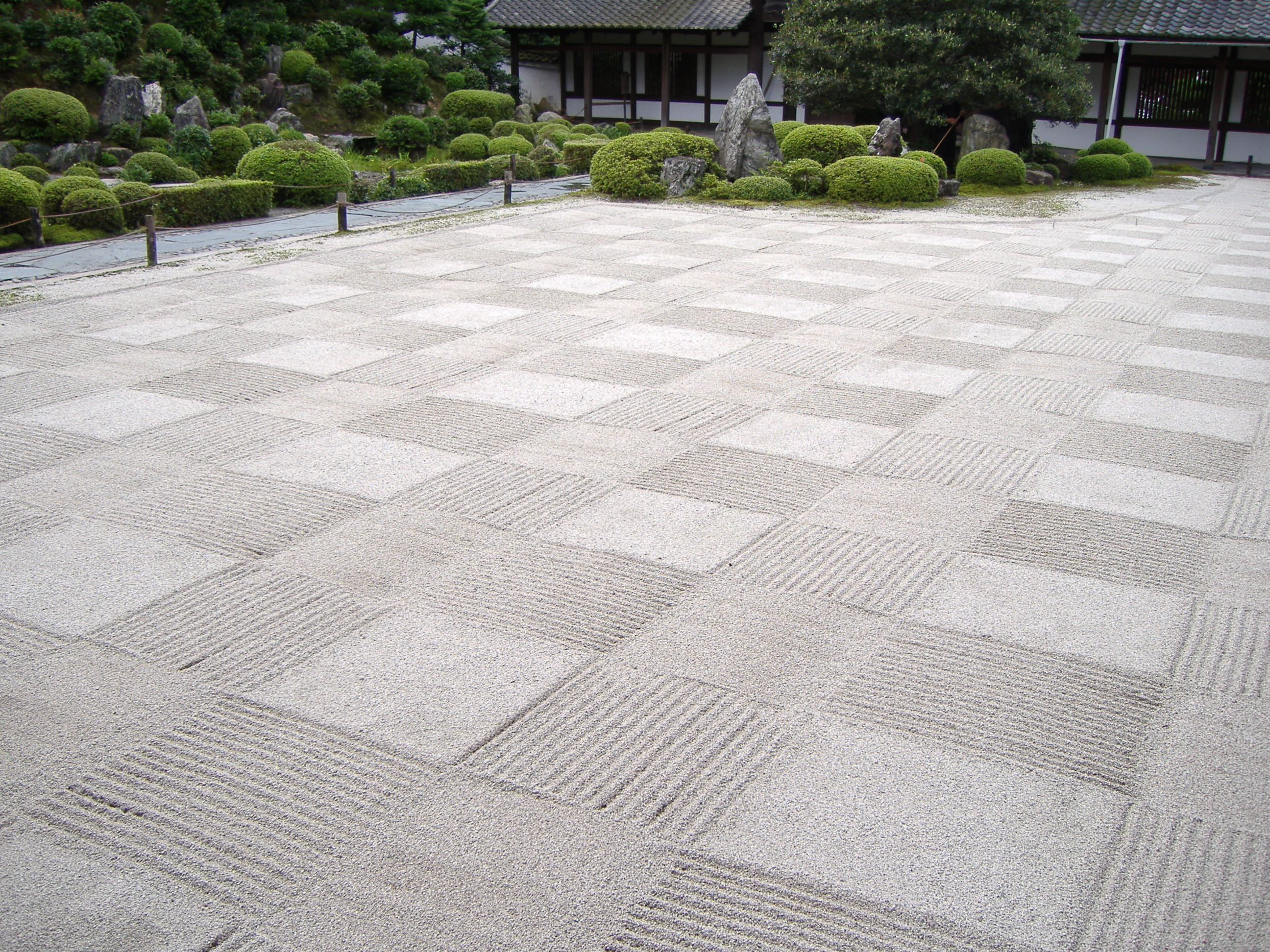
باغ ذن با طرح شطرنجی در توفوکو-جی (۱۹۴۰).
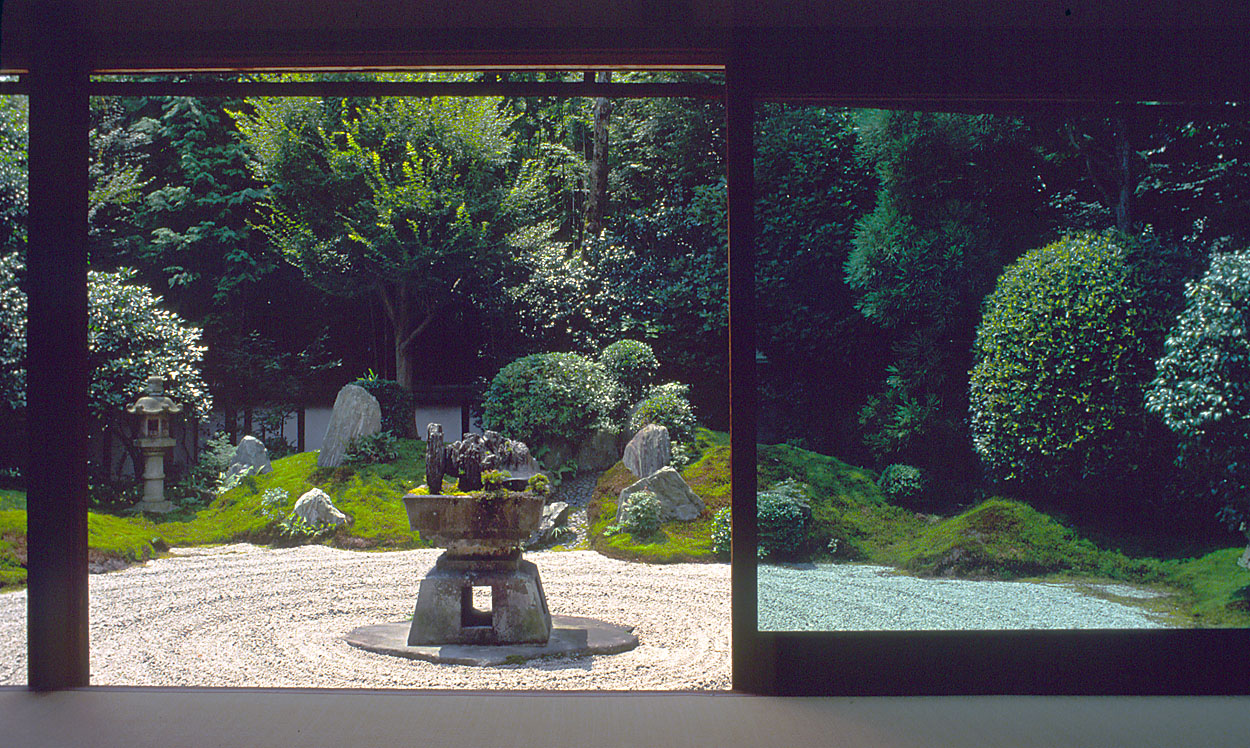
باغ ذن حیاط توفوکو-جی (۱۹۴۰).
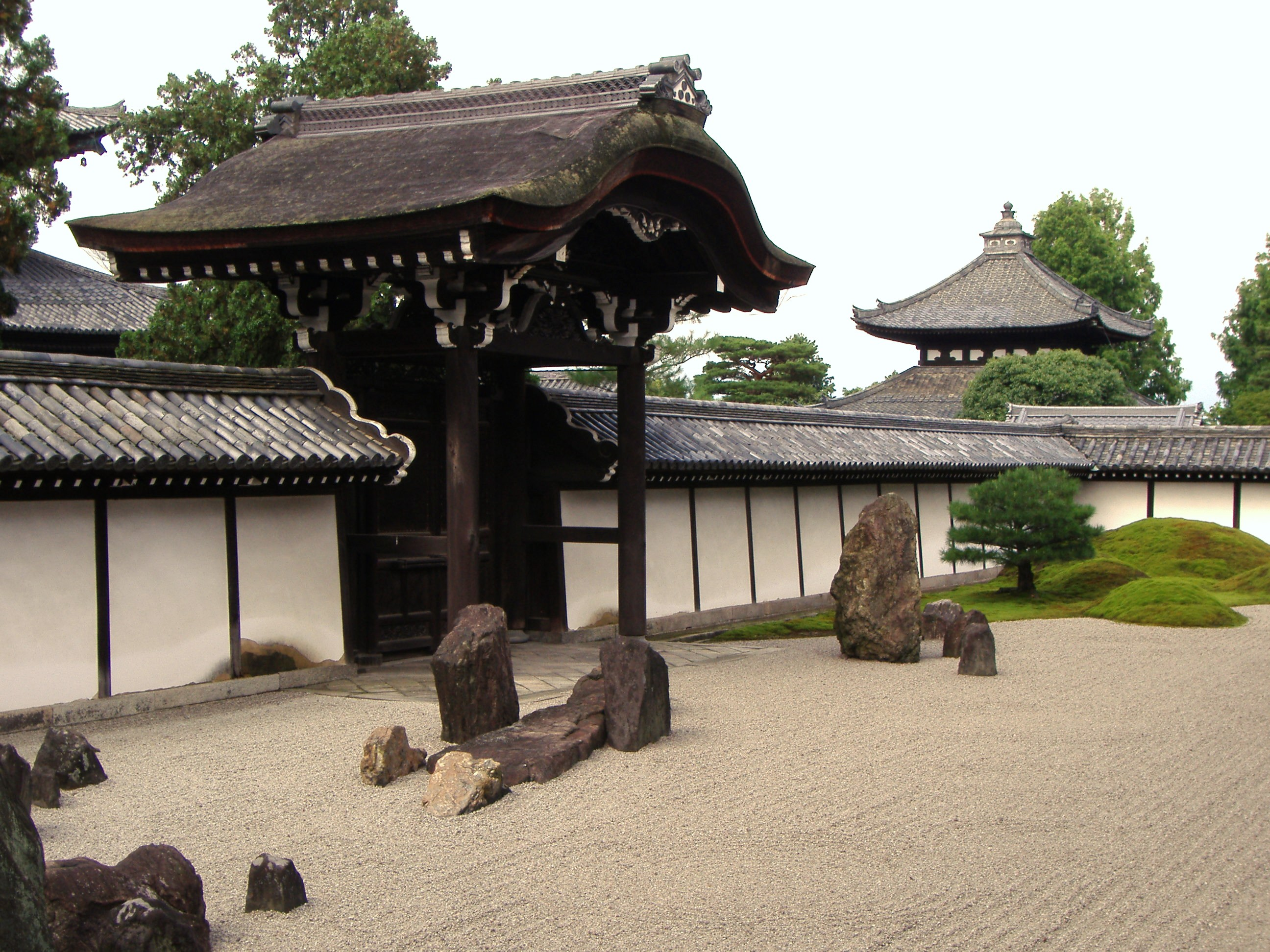
بخشی از باغ ذن مدرن در توفوکو-جی (۱۹۴۰). «جزیره‌ها»ی نامیرا.
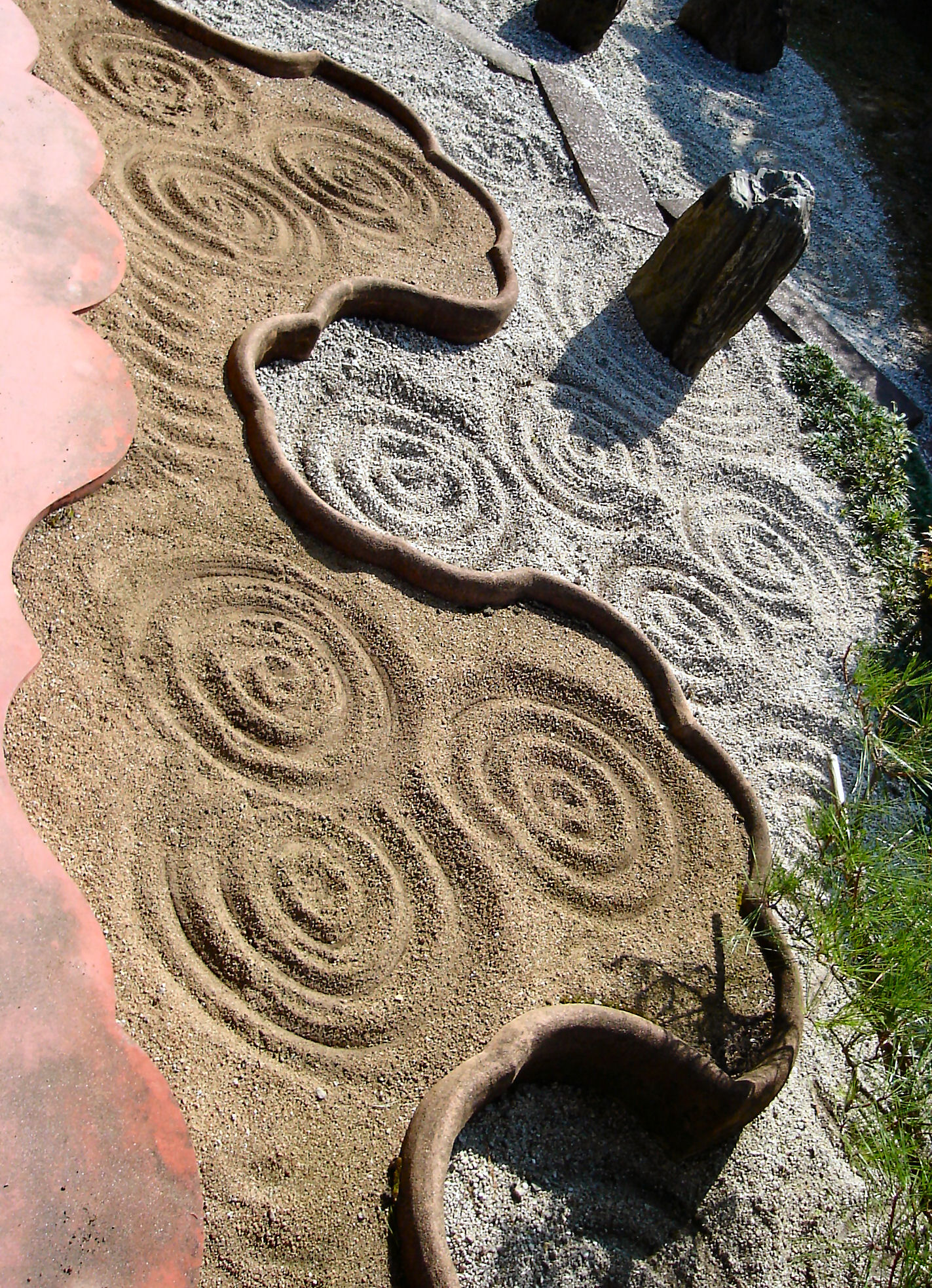
بخشی از باغ ذن مدرن در توفوکو-جی (۱۹۴۰).
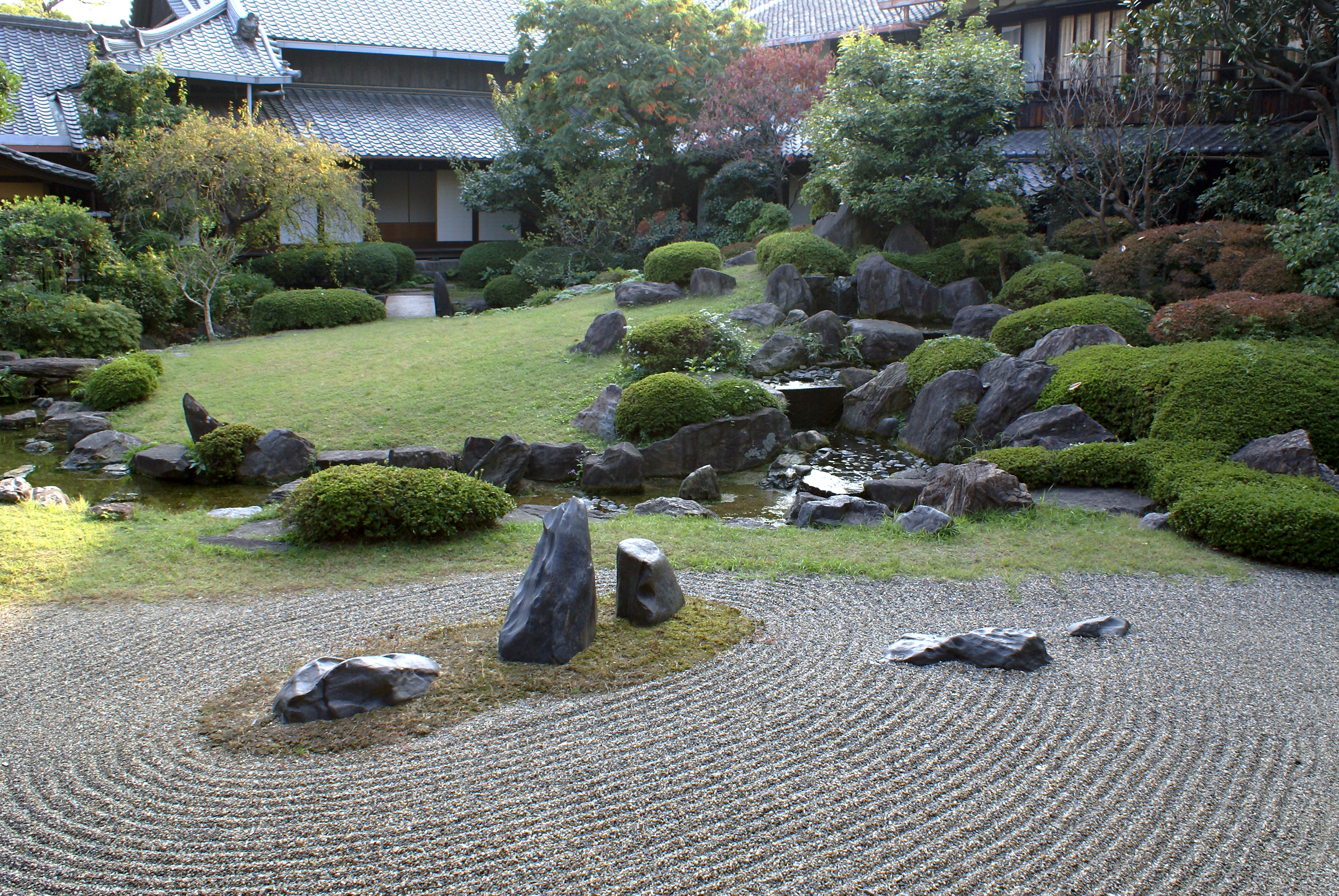
باغ هونبو شیتنو-جی
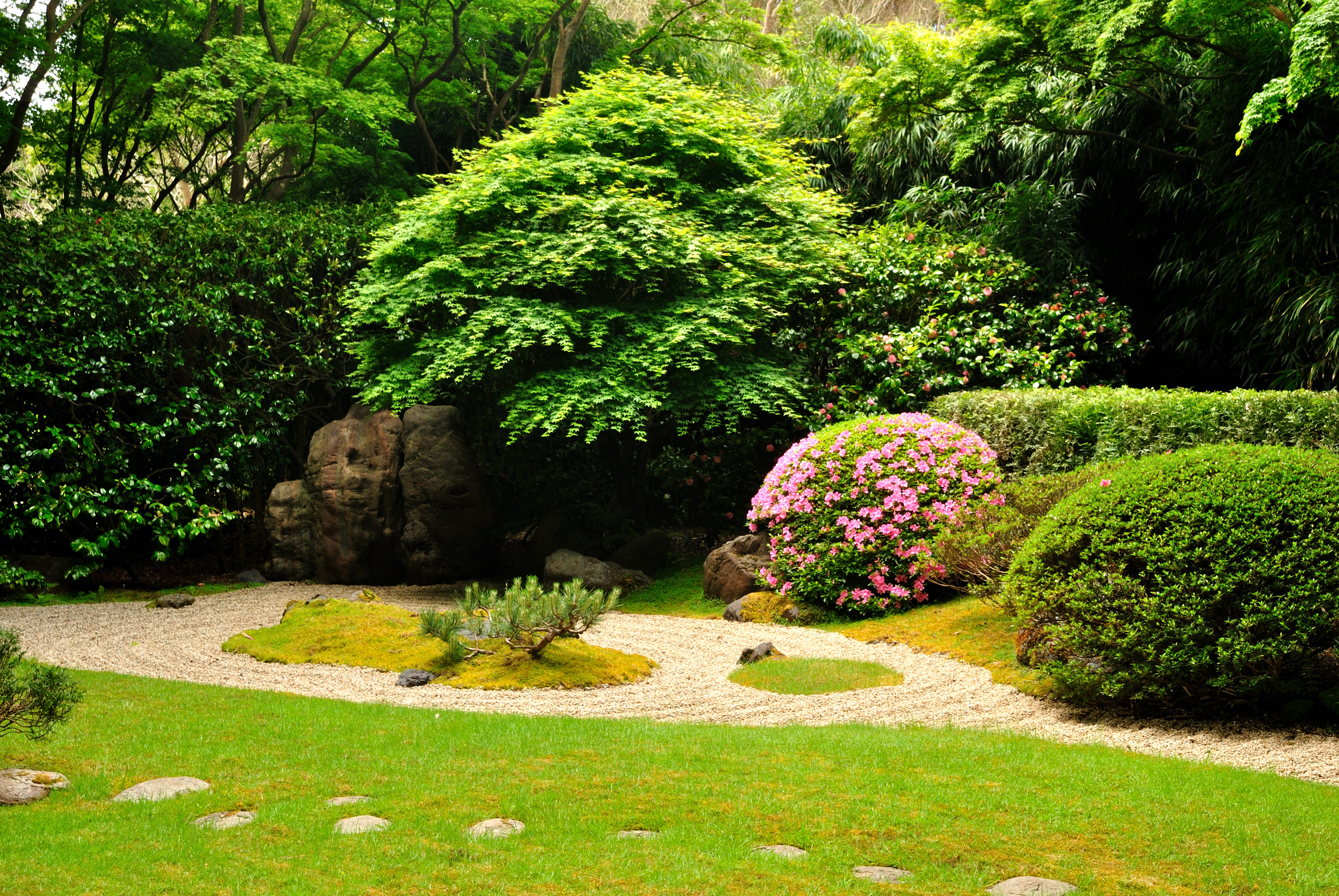
باغچه کوچکی در باغ چای ژاپنی هاگیوارا، در سان فرانسیسکو
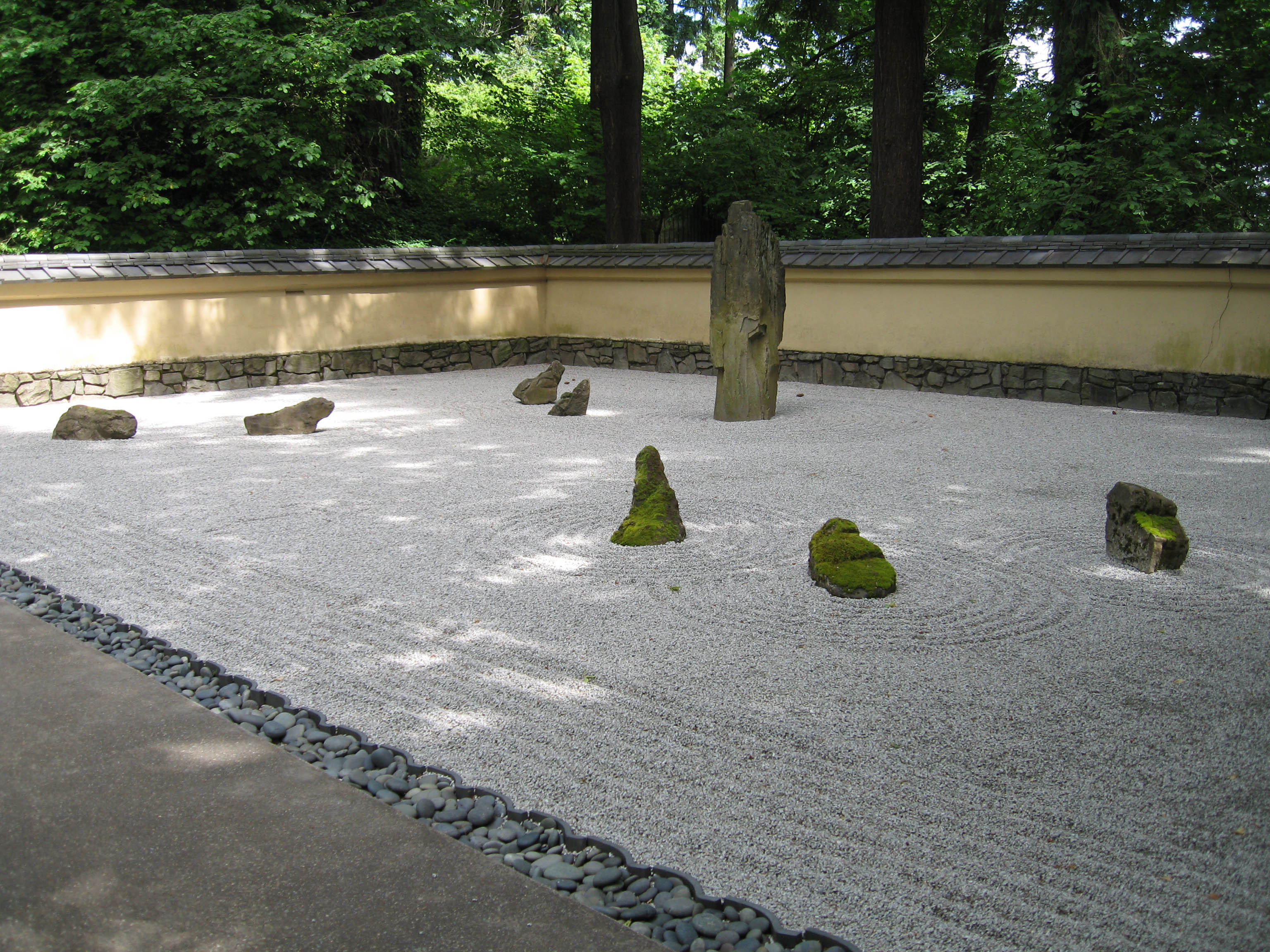
باغ شن و سنگ در باغ ژاپنی پورتلند.
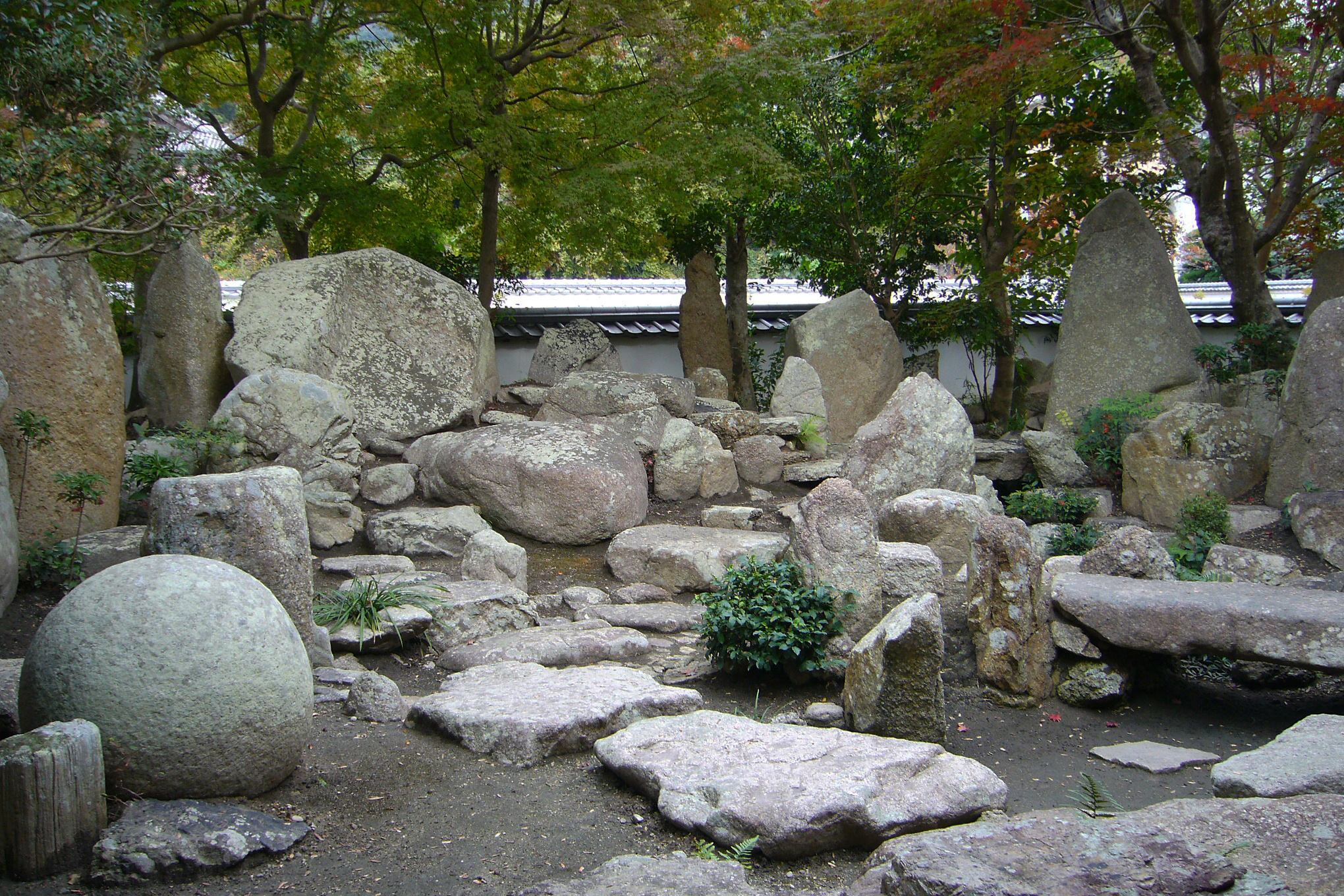
باغ آن‌یو-این تایسان-جی در [[کوبه (شهر)|]]، استان هیوگو، ژاپن.
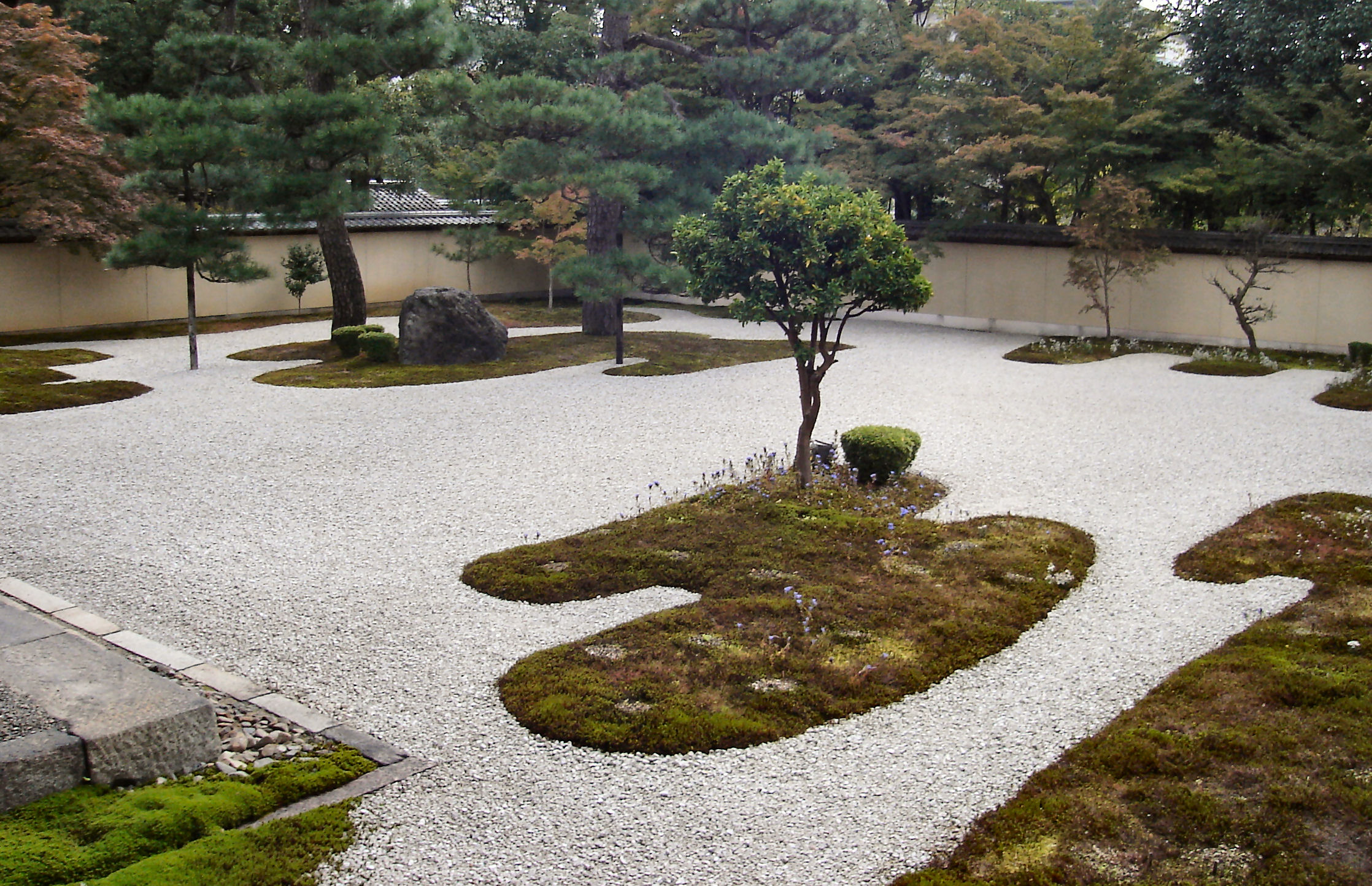
باغ رزان-جی
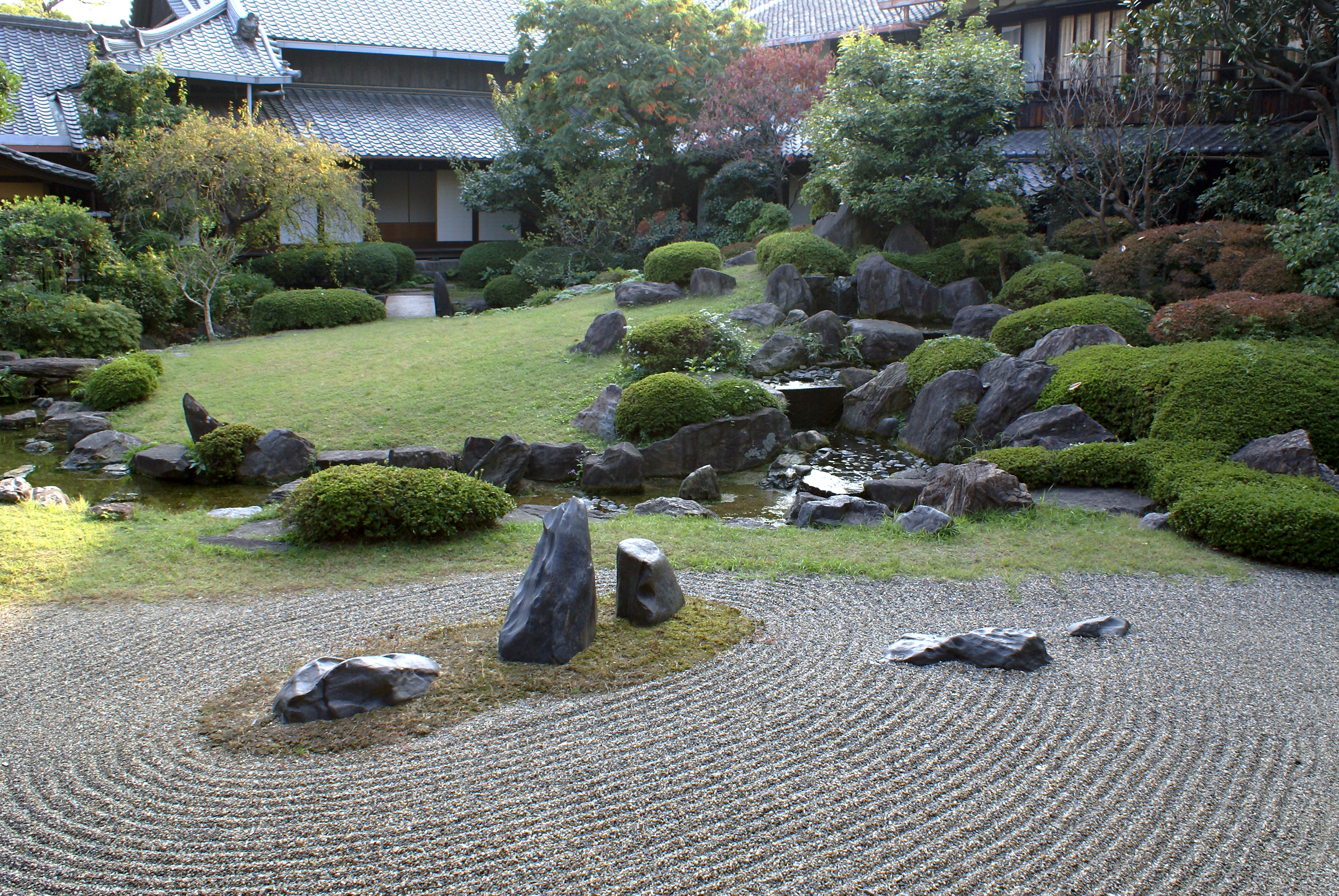
شیتنو-جی در اساکا
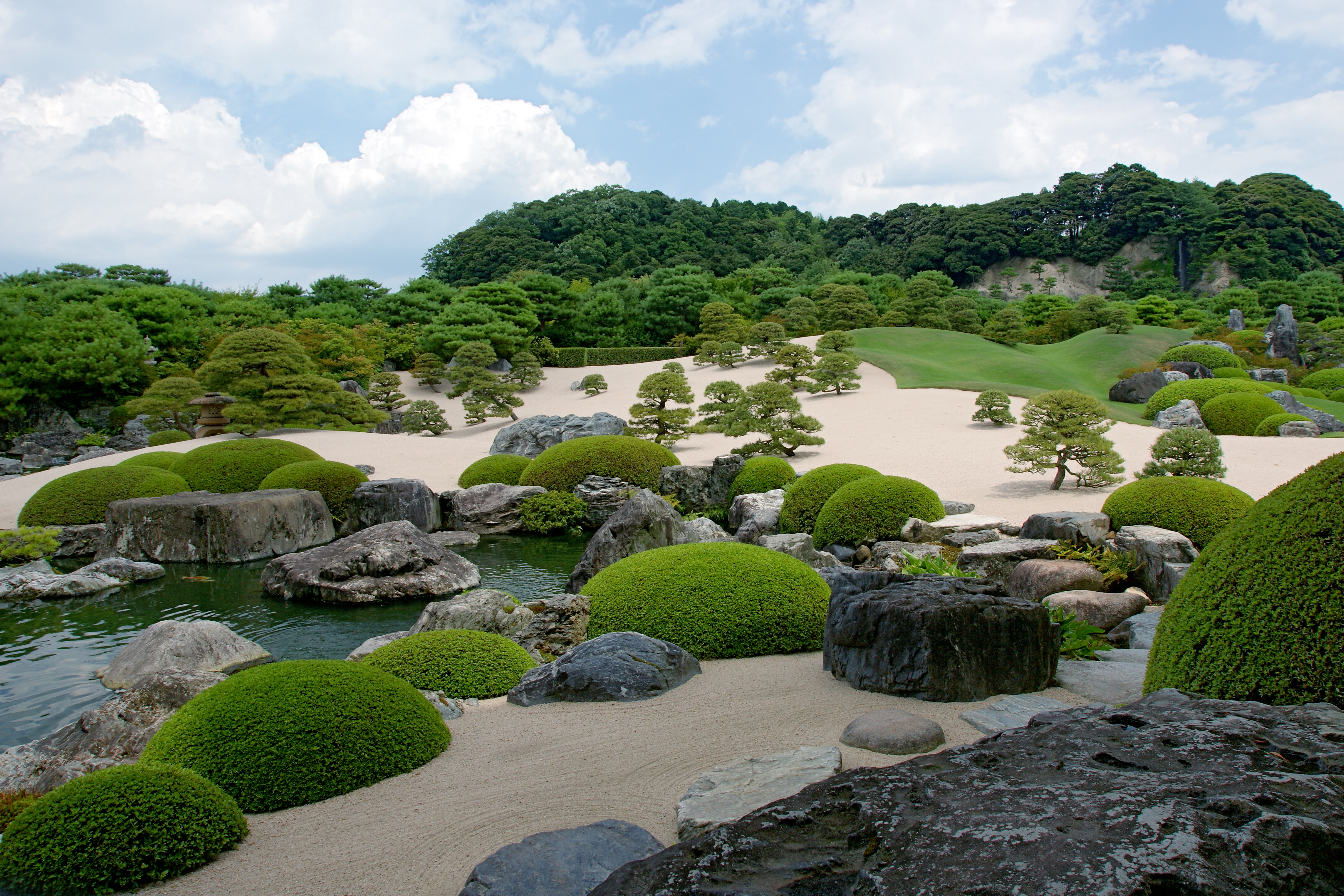
موزه هنر آداچی
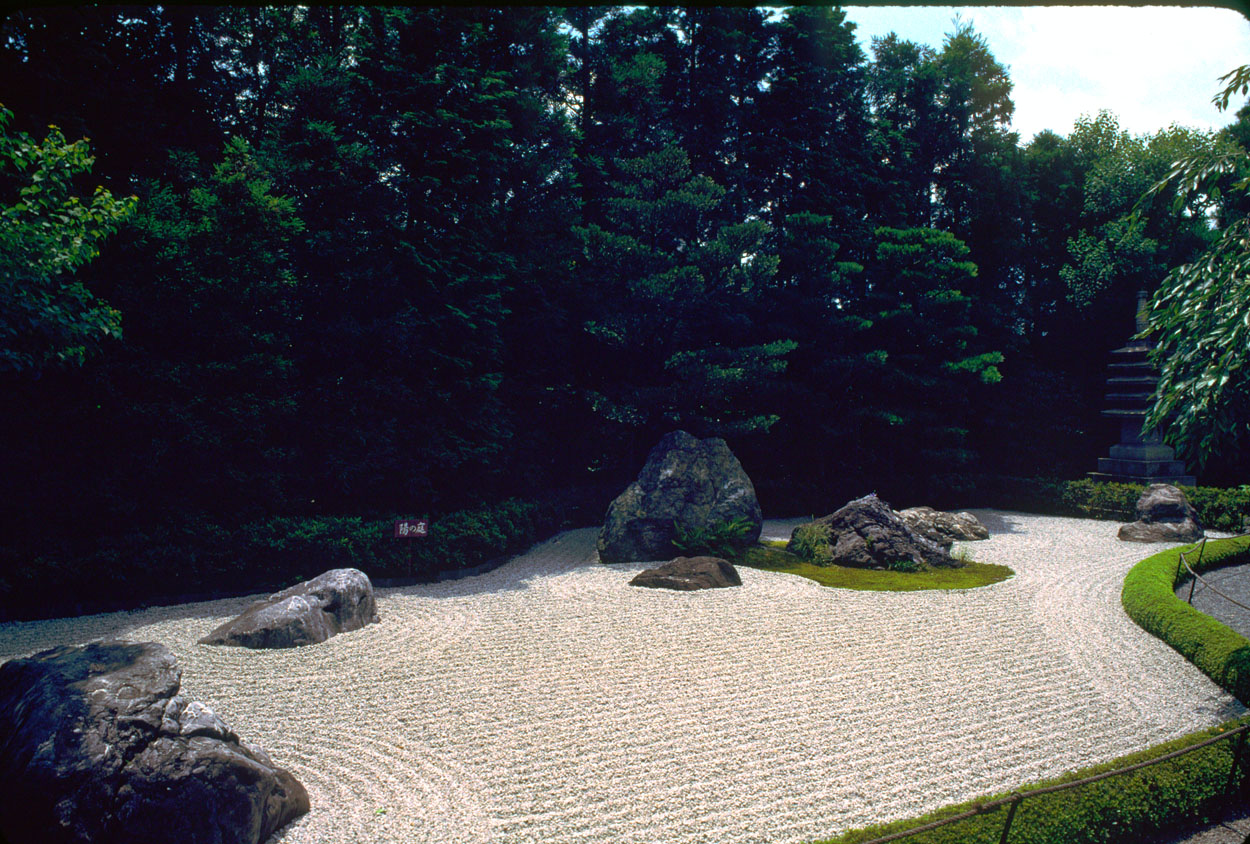
تایزو-این، میوشین-جی در کیوتو
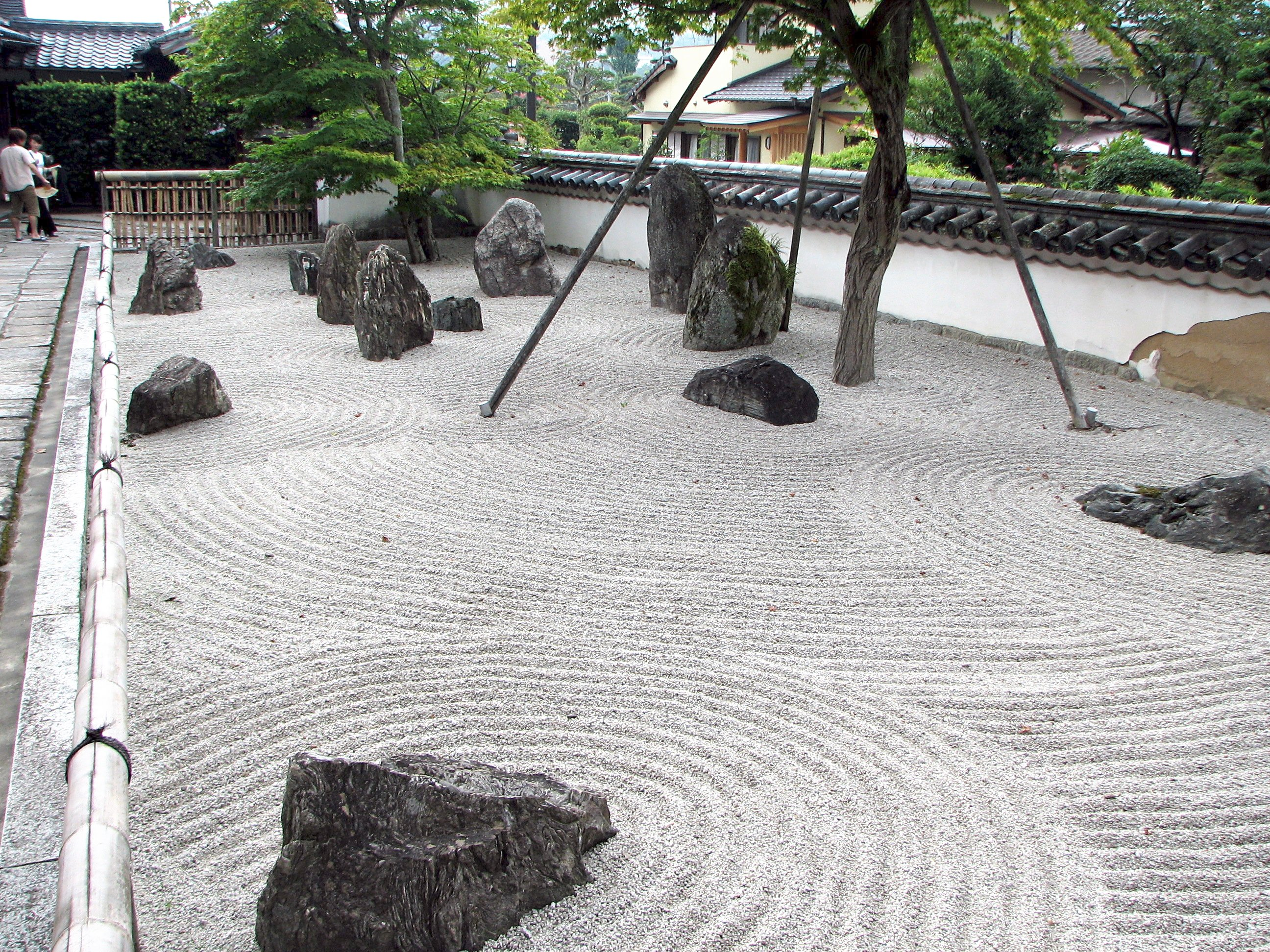
کومیوذن-جی
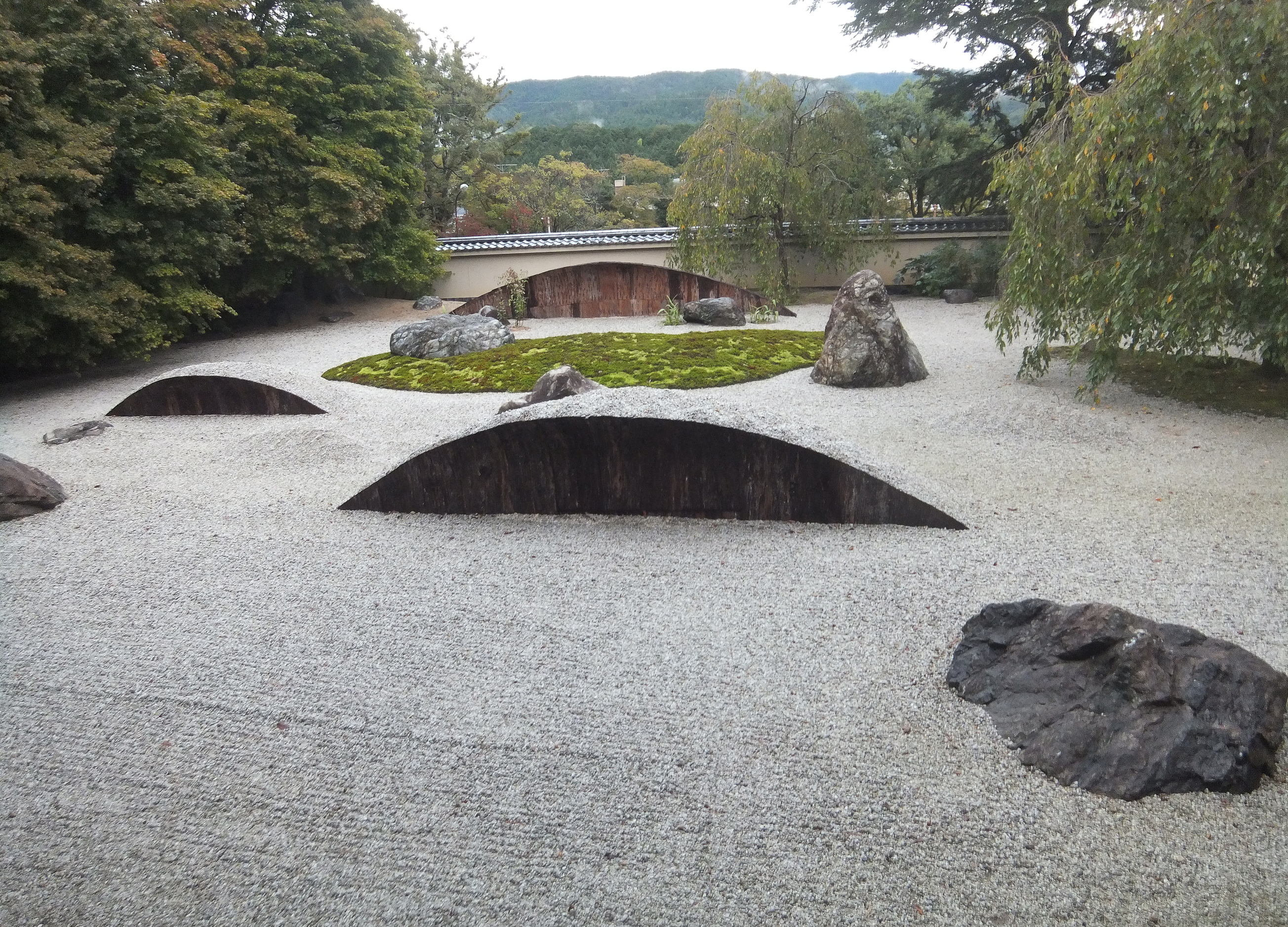
جیسو-این، در کیوتو
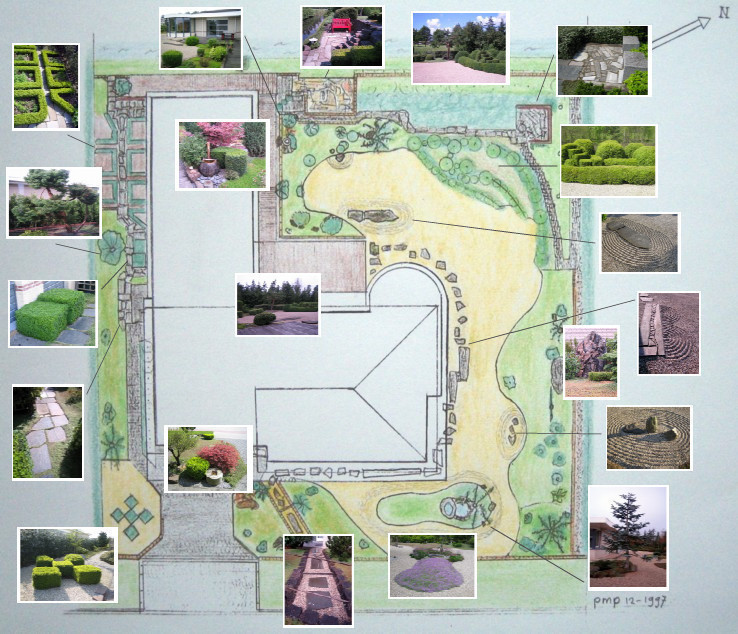
باغ ذن در هلند
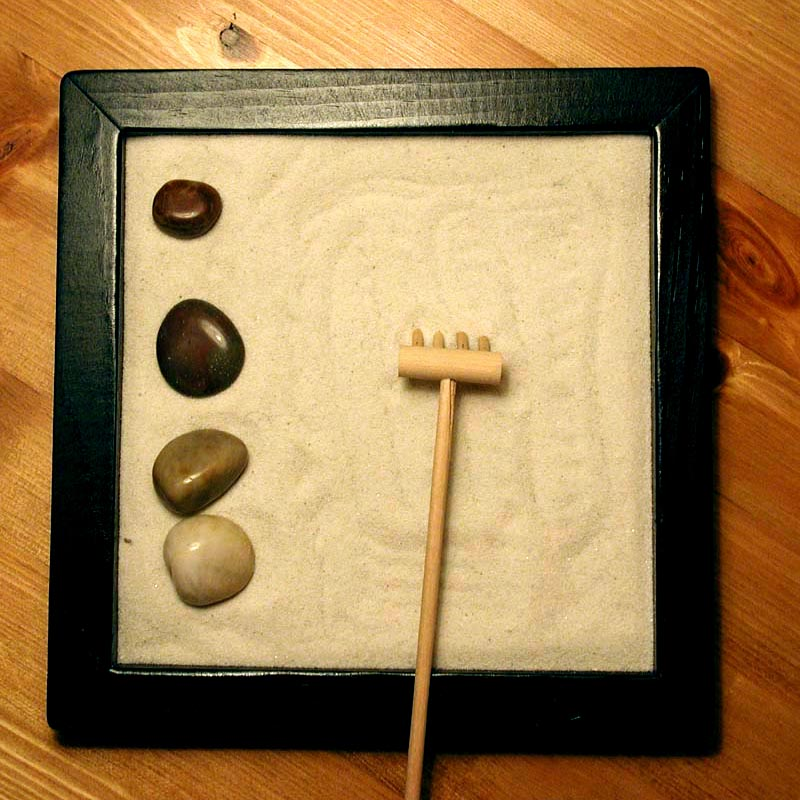
یک باغ ذن مینیاتوری
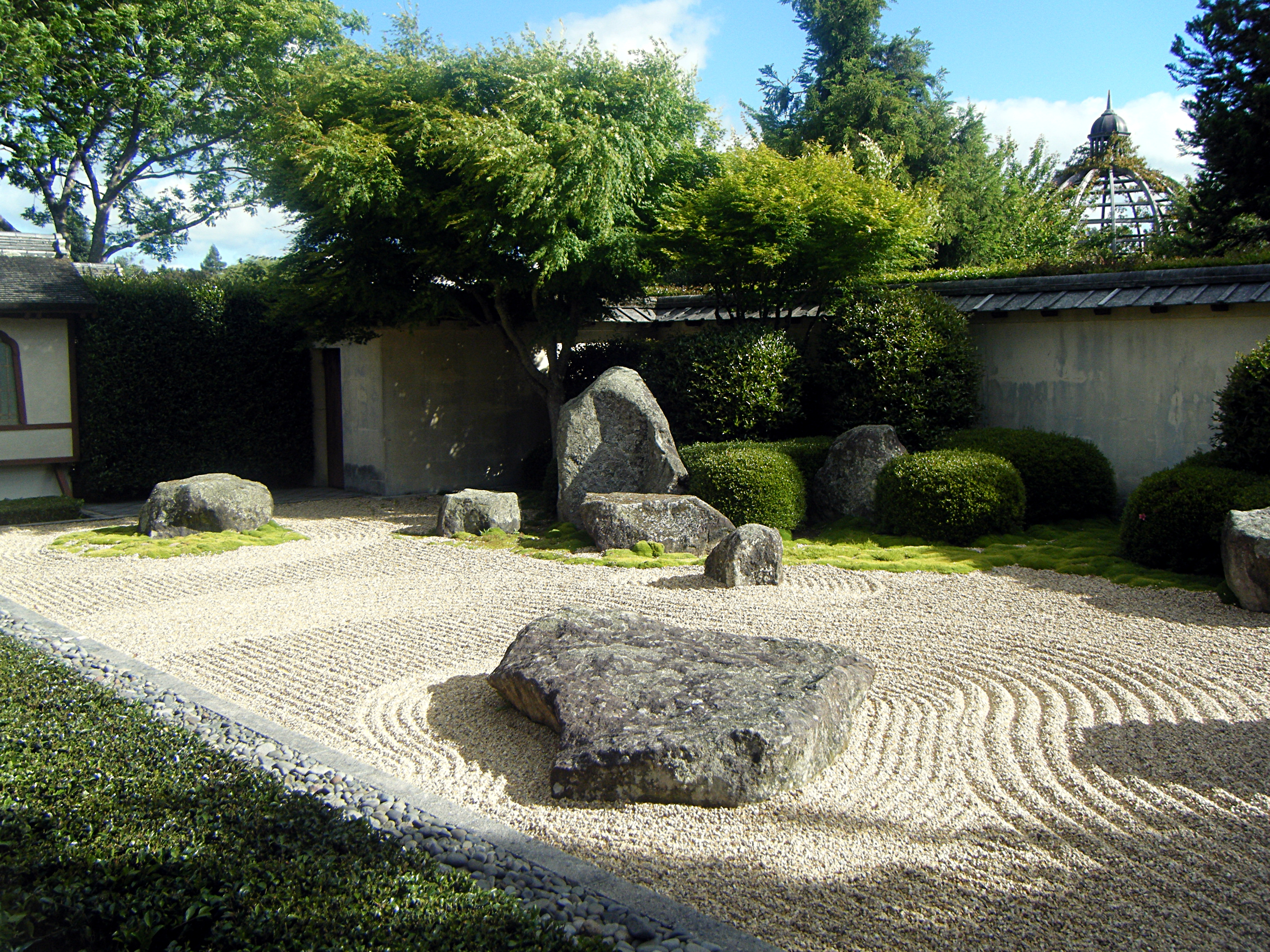
باغ ژاپنی در همیلتون گرندز، نیوزلند

## باغریوان-جی
باغ ۱۵ صخره دارد که در مستطیلی مملو از شن قرار دارند و چند درخت نیز در انتهای باغ وجود دارد. شن نماد آب است و صخره‌ها نماد کوه. این باغ یک منظرهٔ ذهنی است که سادگی آن انسان را به سوی تزکیه نفس می‌کشاند.
یک پیشوای ذن به نام Tesreu Soki دربارهٔ باغ می‌نویسد: «در اینجا تقلیل دادن سی هزار فرسنگ به یک پا کاملاً محسوس است.» به گفتهٔ برخی خود او طراح این باغ بوده‌است.
تفاسیر گوناگونی از این باغ وجود دارد. به عنوان مثال این صخره‌ها را به ببر ماده و توله‌هایش در حال عبور از رودخانه تشبیه کردند، یا دیاگرام نقطه‌های مشخصی در کهکشان را با نقاط قرارگیری صخره‌ها مقایسه کردند. ولی بهترین تفسیر این است که در فضای این باغ قدرتی است که به انسان نوعی آرامش مطلق را تلقین می‌کند و در این فضا، رازی است که با هیچ واژه‌ای نمی‌توان توصیف کرد

## باغ‌های قدیمی‌تر

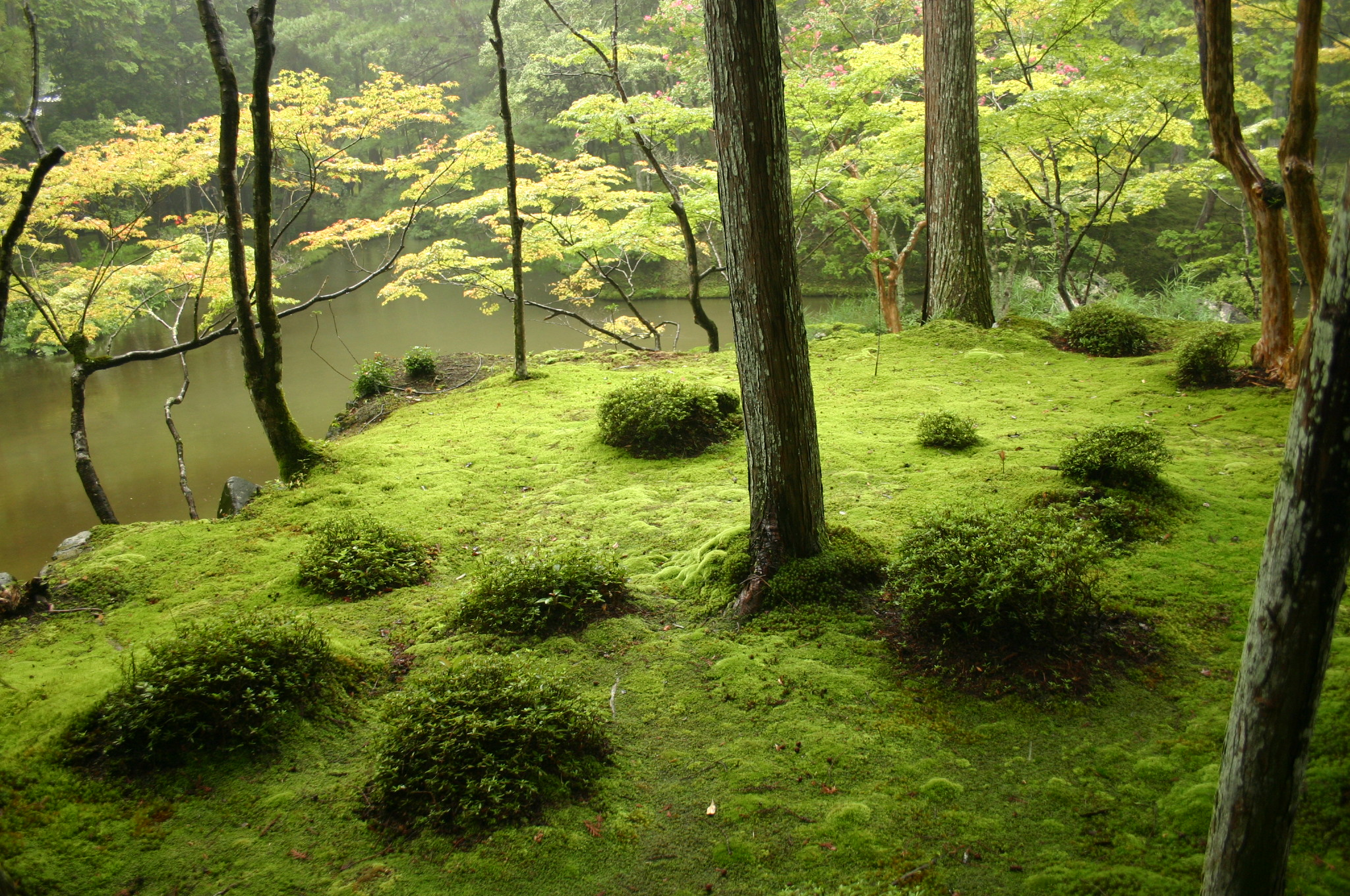
سایهو-جی، یا باغ خزه، یک باغ ذن ابتدایی از میانه سده ۱۴. خزه‌ها بعداً اضافه شدند.
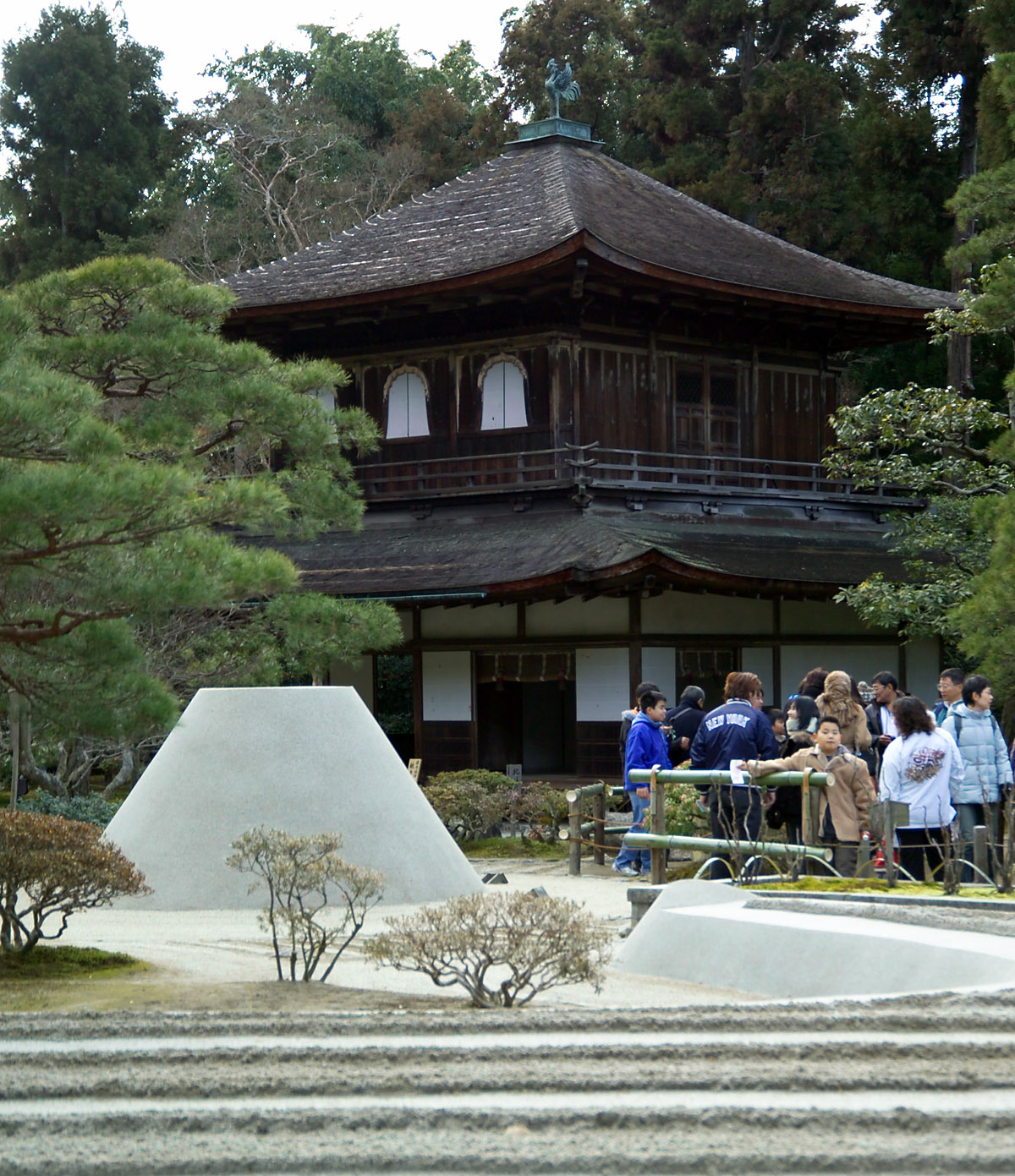
باغ گینکاکو-جی، کوه فوجی را نشان می‌دهد.
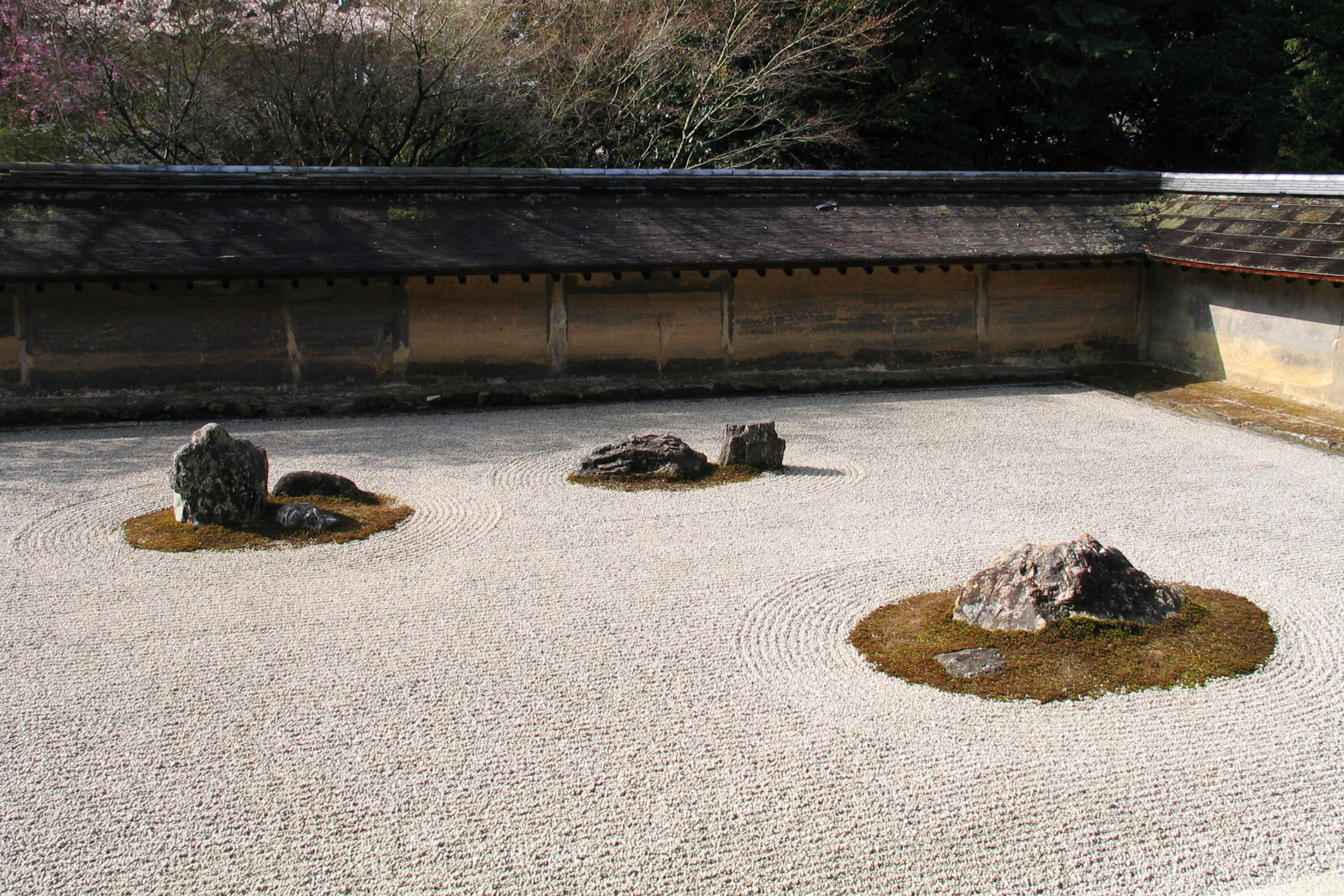
بخشی از باغی در ریوان-جی (انتهای سده ۱۵)، انتزاعی‌ترین باغ ژاپنی
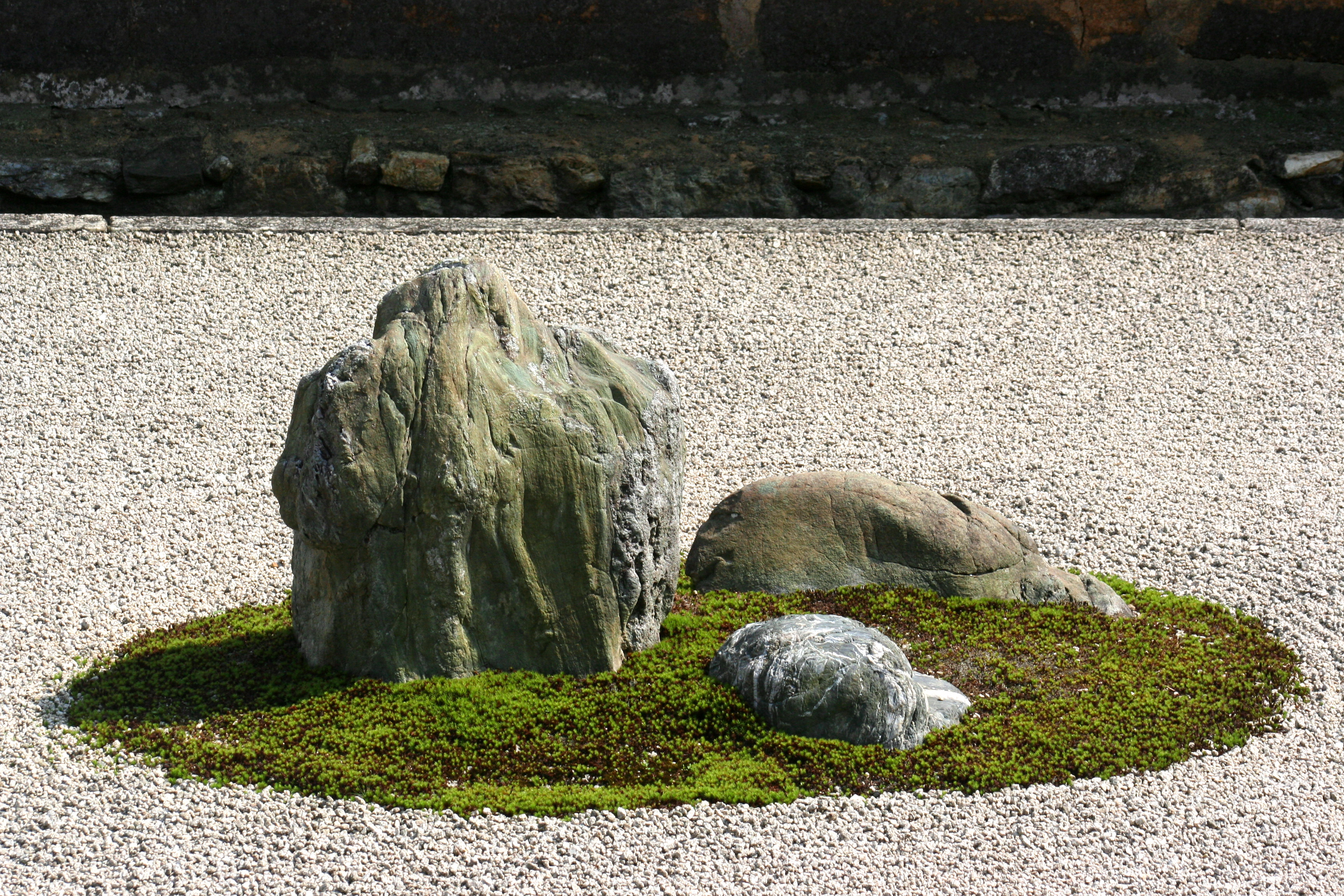
ترکیب‌بندی سنتی سه‌گانه سنگ‌ها در ریوان-جی.
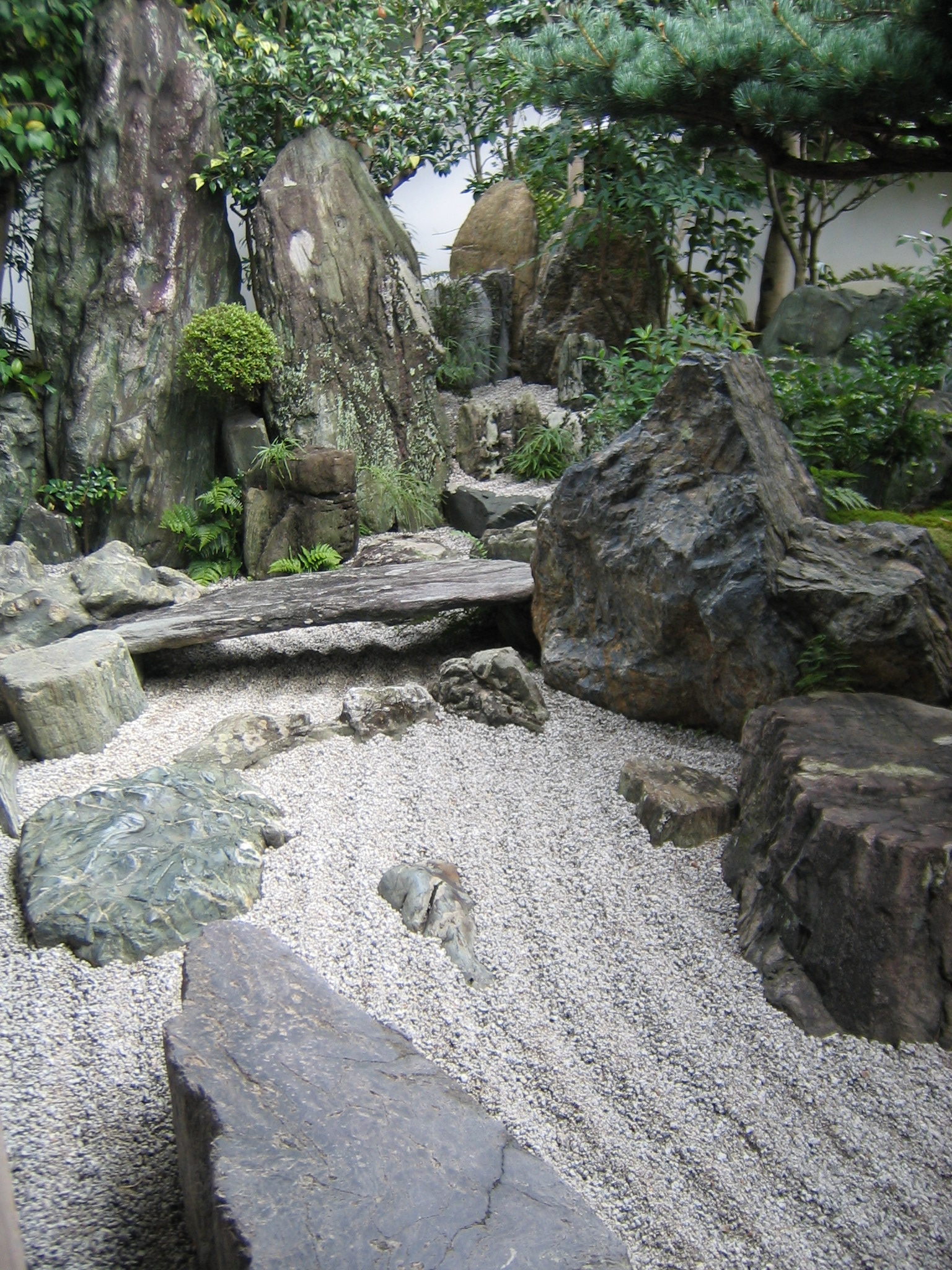
در باغ دایسن-این، یک رود شن بازدیدکنندگان را به سفری استعاری در زندگی می‌برد.
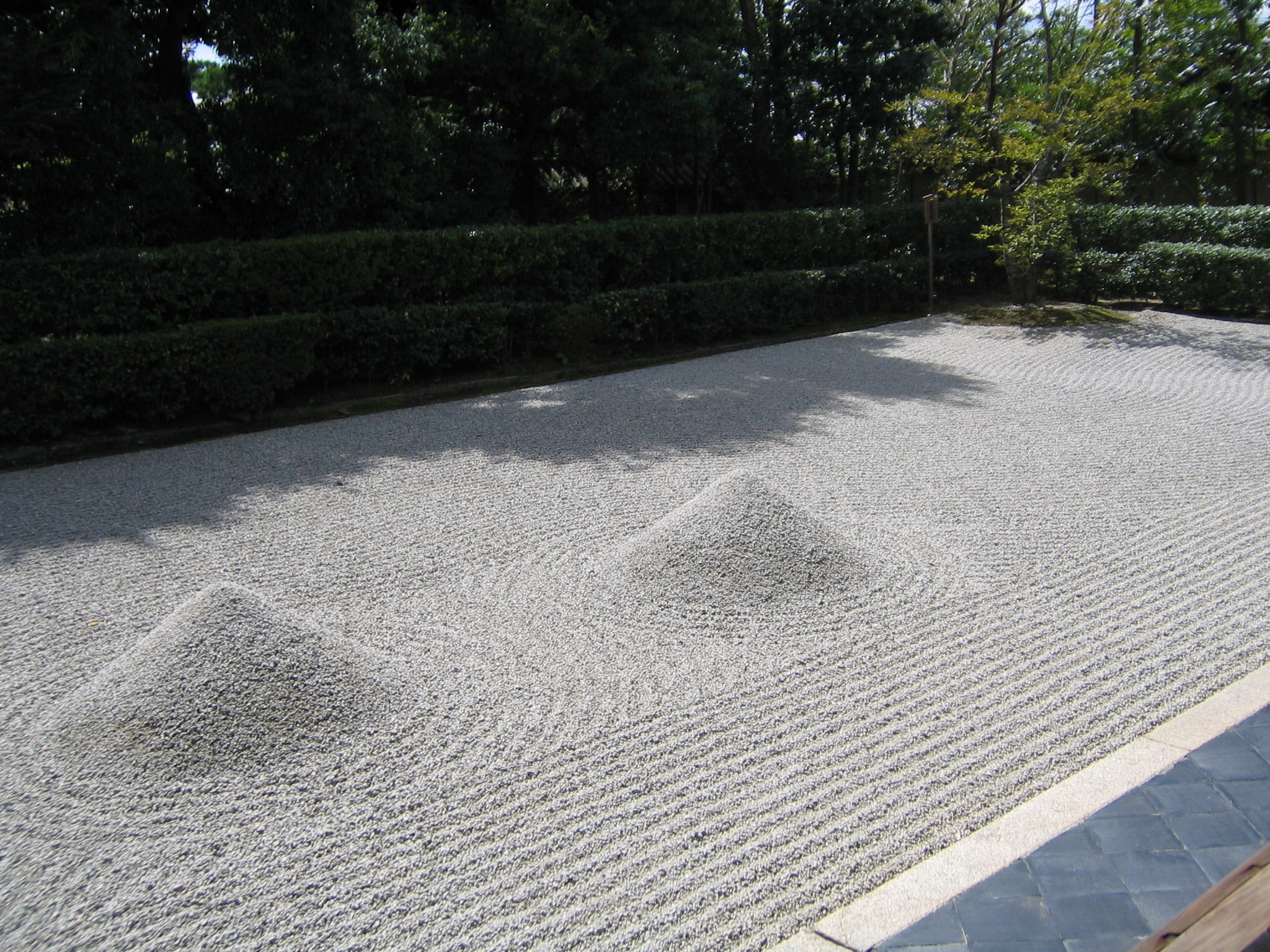
«اقیانوس» شن سفید در باغ دایسن-جی، که رود شن به آن می‌ریزد.
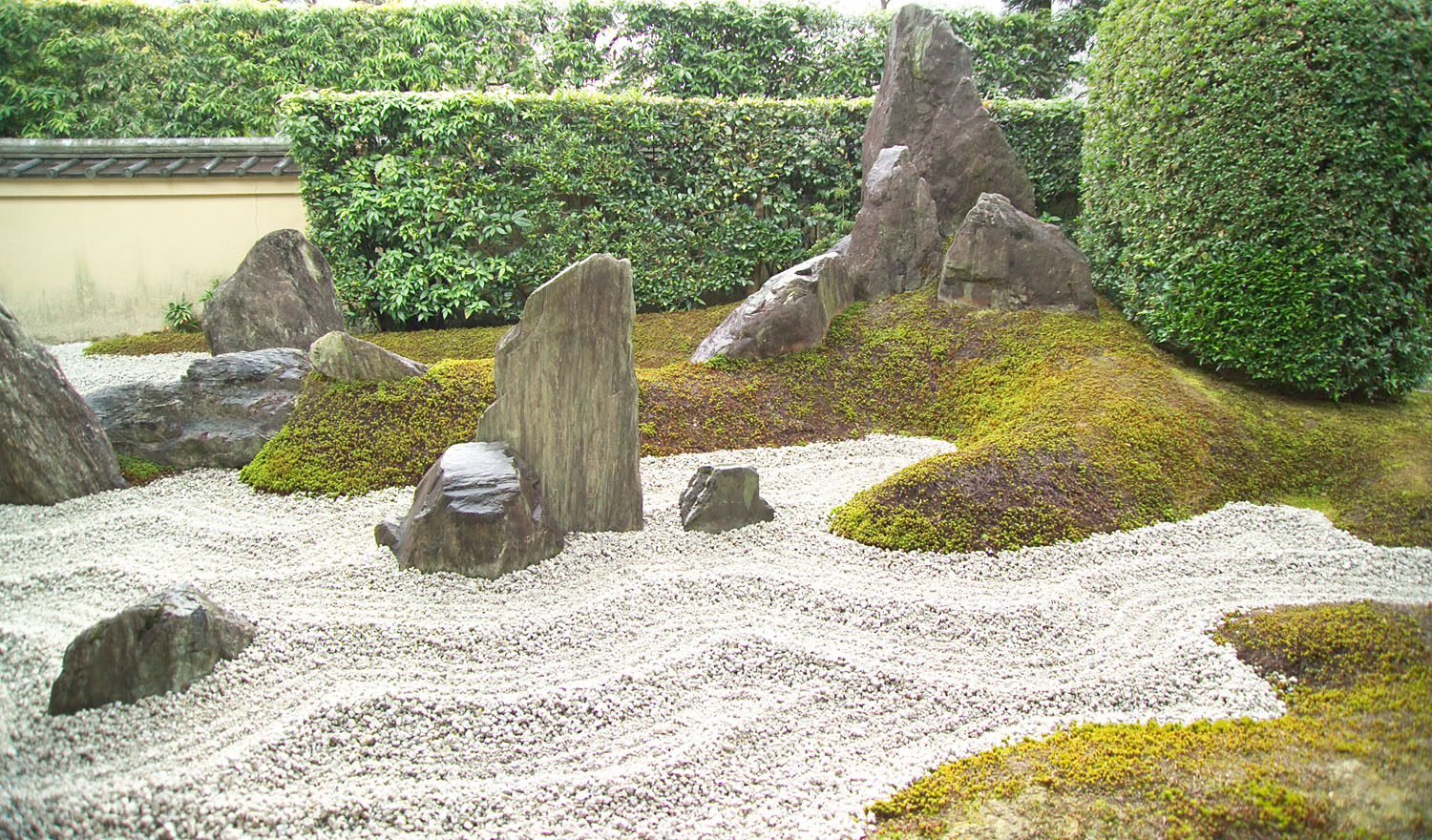
باغ کوه سعادت در زویهو-این، یک معبد زیرمجموعهٔ دایتوکو-جی.
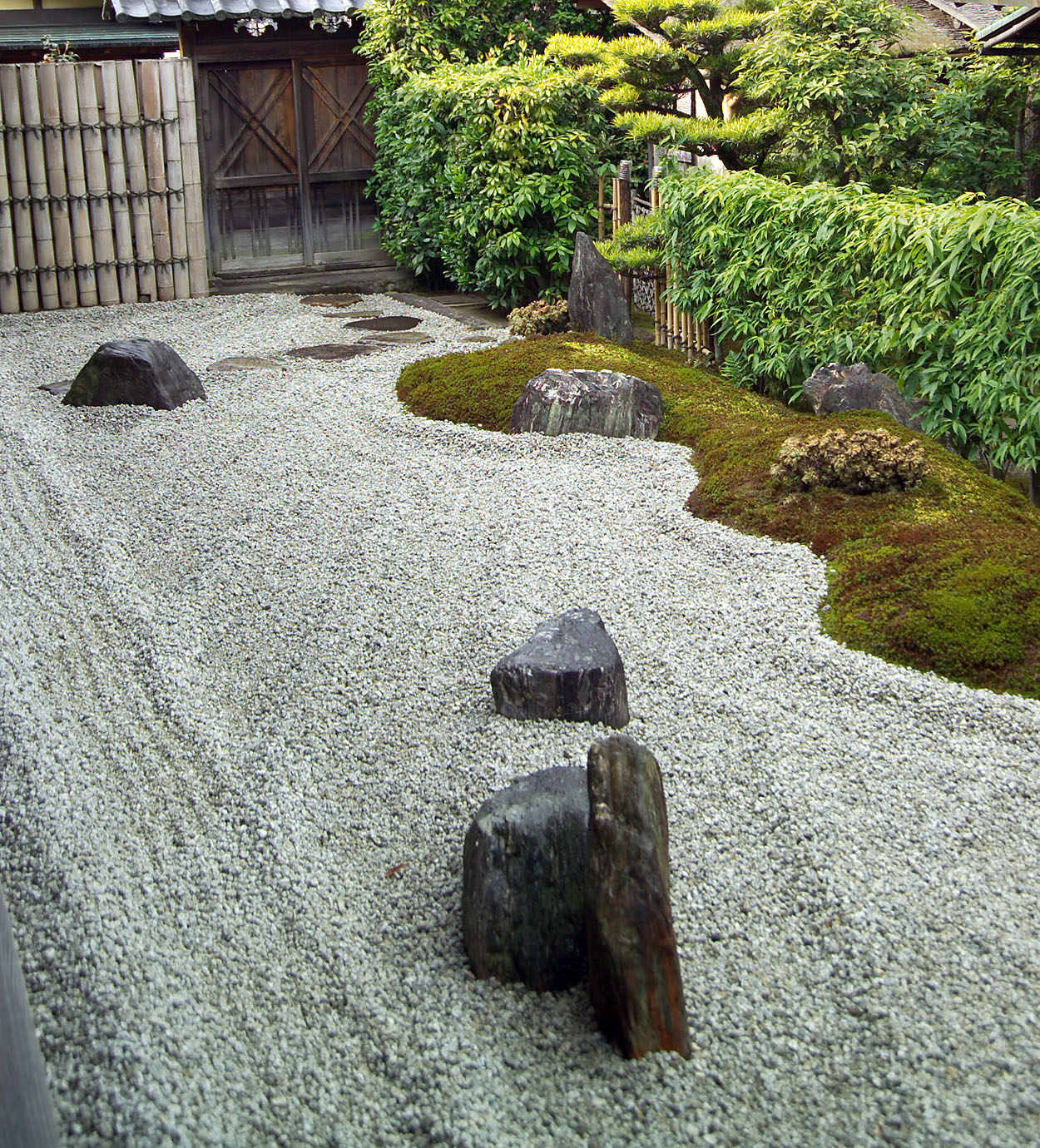
باغ زویهو-این
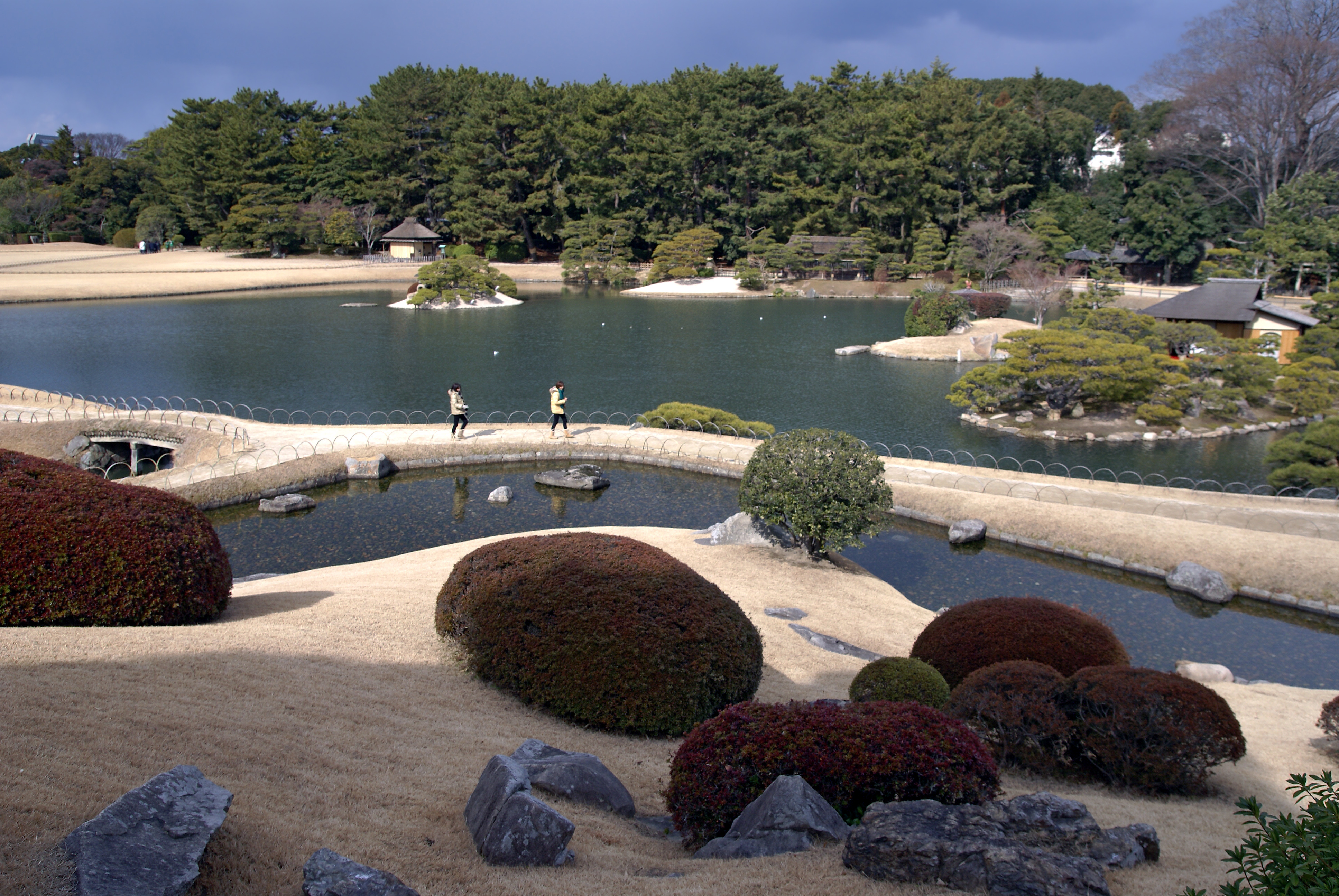
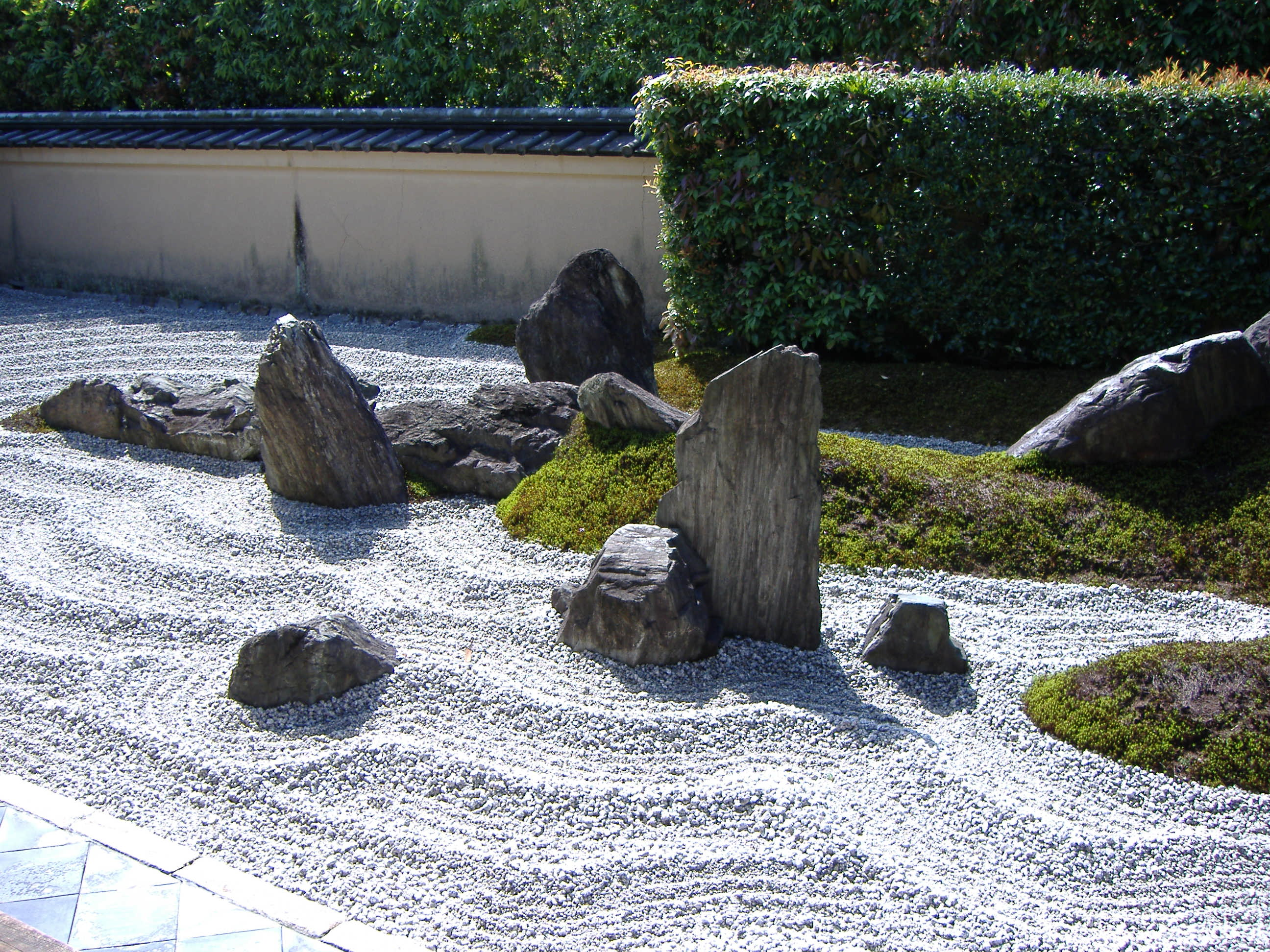
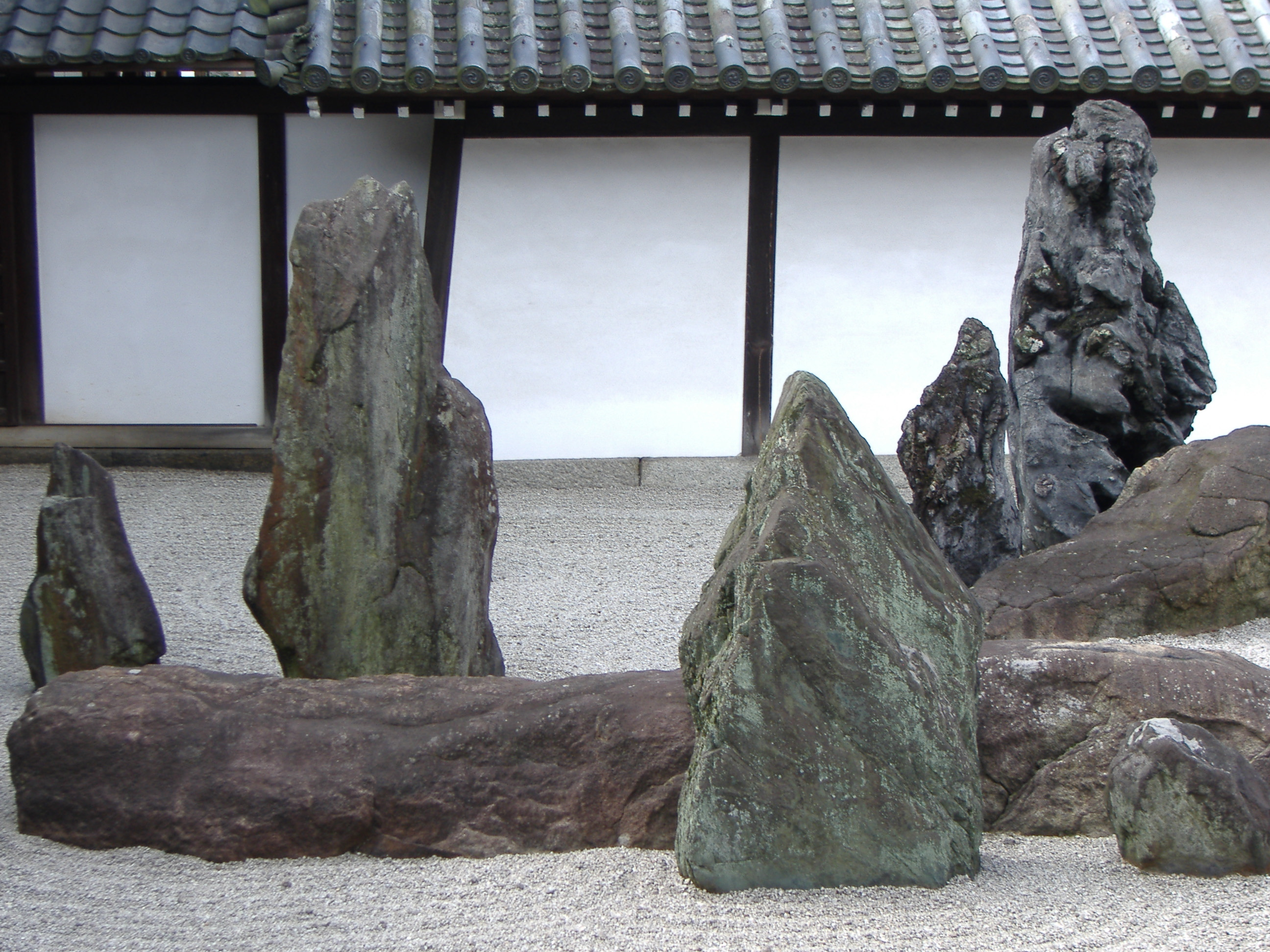
توفوکو-جی
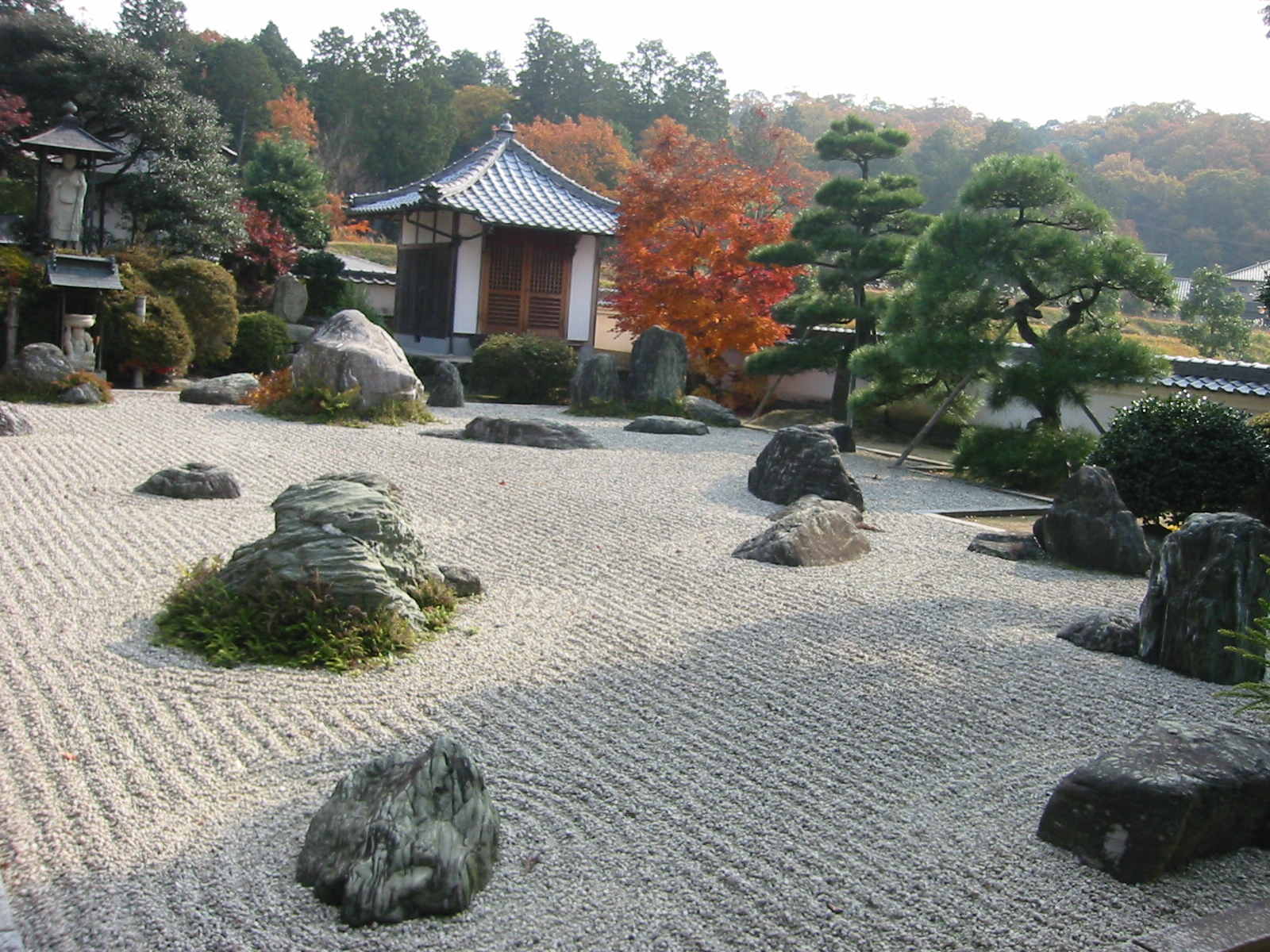

## انتخاب و آرایش سنگ‌ها
انتخاب و قرارگیری سنگ‌ها مهمترین قسمت ساخت باغ سنگی ژاپنی است. در اولین کتابچه راهنمای شناخته شده باغبانی ژاپن، Sakuteiki ("سوابق ساخت باغ") به عنوان "سنگ تنظیم" بیان شده‌است، به معنای واقعی کلمه، "عمل سنگ قائم قرار دادن". قوانین بسیار مشخصی برای انتخاب و قرار دادن سنگ‌ها وضع کرده و هشدار داده‌است که در صورت عدم رعایت این قوانین، صاحب باغ دچار بدبختی خواهد شد. در باغبانی ژاپن، سنگها به دو صورت عمودی بلند، عمودی کم، قوسی، درازکش یا صاف طبقه‌بندی می‌شوند.

## لیست زیارتگاه‌ها و معابد دارای باغ‌های صخره ای
| در کیوتو: - دایتوکوجی - Daisen-in - جیشوجی - جیسو این - میوشینجی - روزانجی - ریانوجی - توفوکوجی | خارج از کیوتو:: - An'yō-in (Kobe) - Bingo-Ankokuji (Fukuyama) - Harima Ankokuji (Kato, Hyogo) - Jōmyō-ji (Kamakura) - Kinbyōzan Zuisenji (Kamakura) - Komyozenji (Fukuoka) - Shitennoji (Osaka) |